# St. Michael (Saarbrücken)

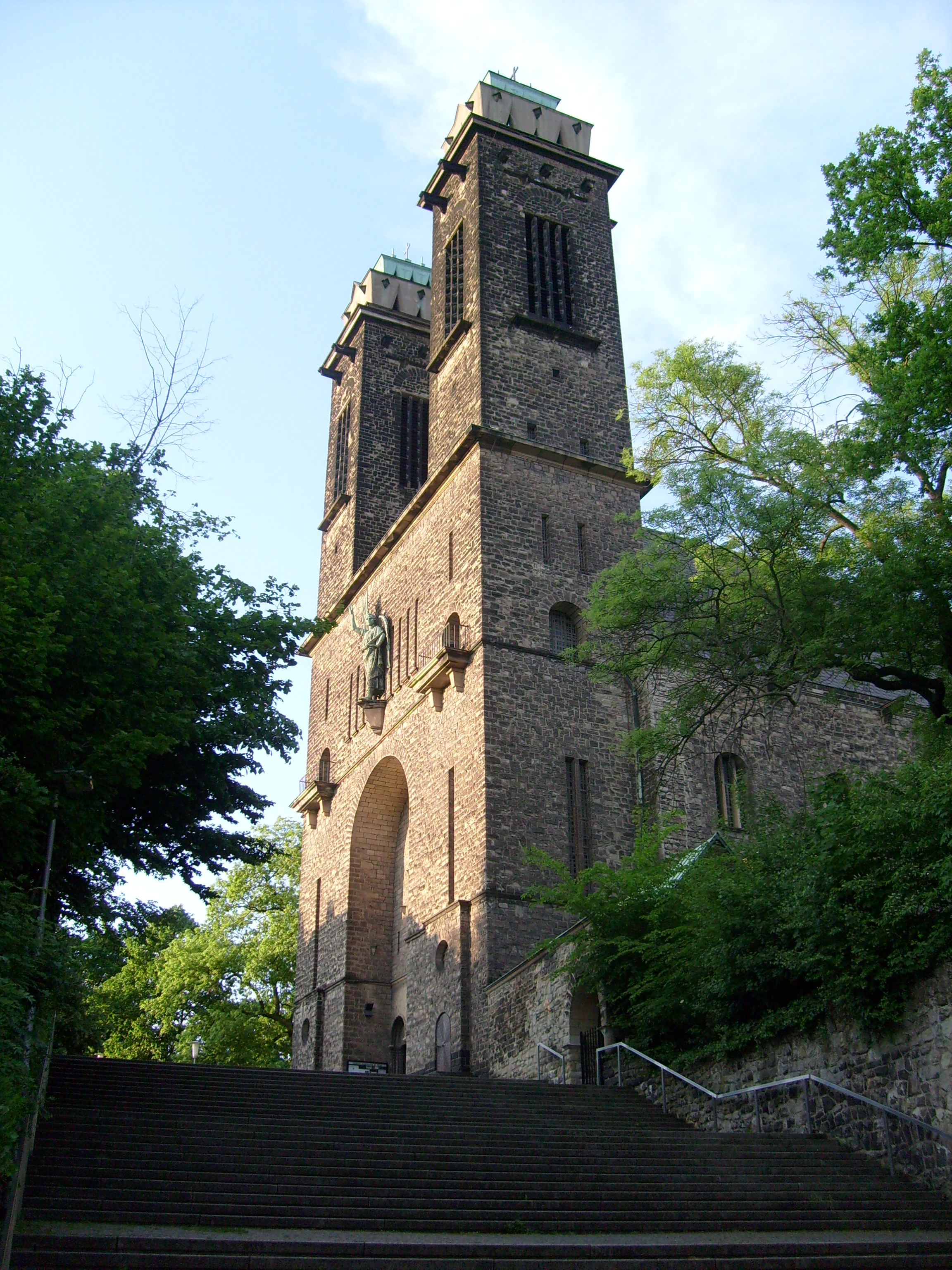
St. Michael, Westfassade mit Rotenbergtreppe von der Schumannstraße aus

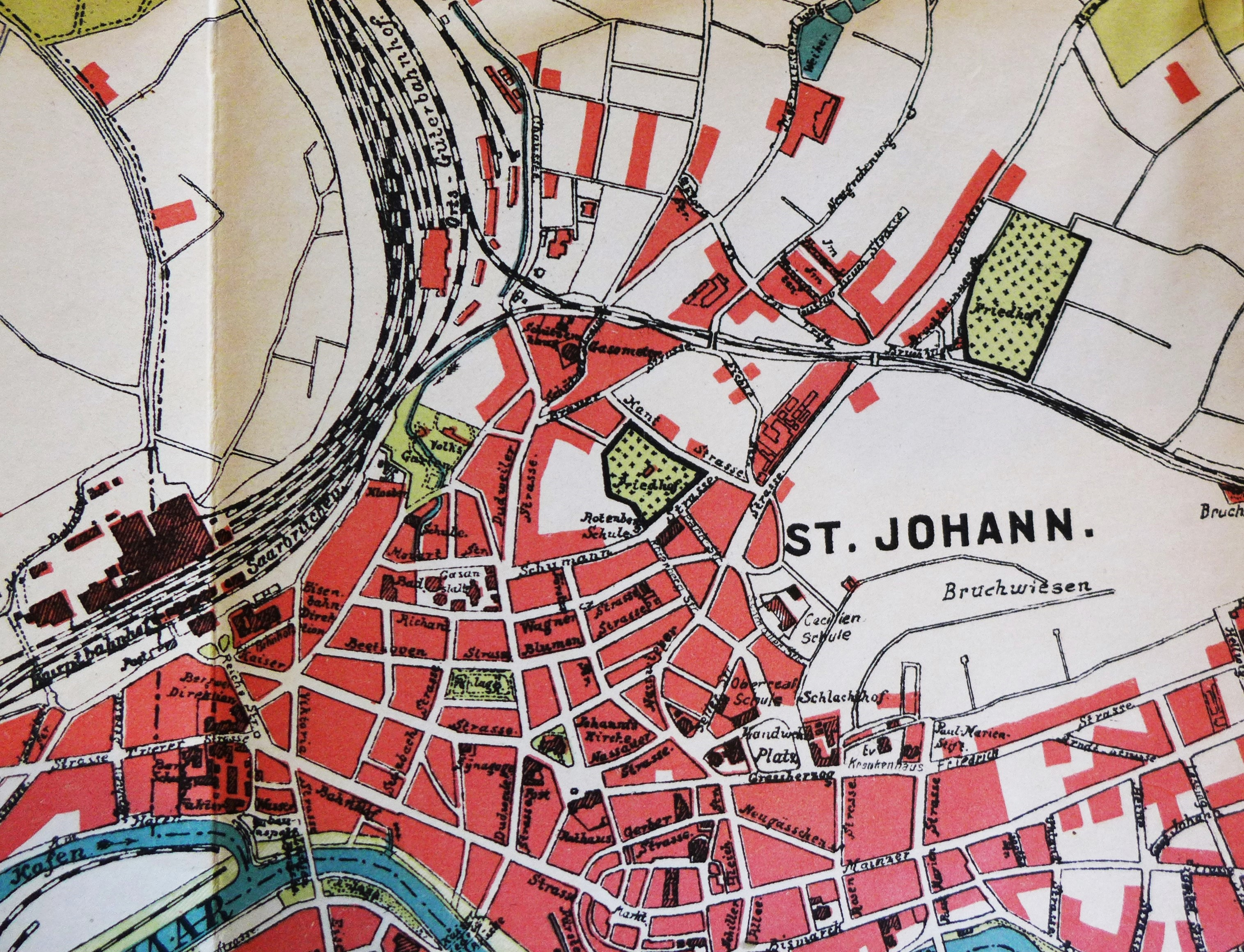
Historische Karte mit Darstellung des Rotenbergfriedhofes in der Bildmitte (Standort der heutigen Michaelskirche) in St. Johann zu Beginn des 20. Jahrhunderts

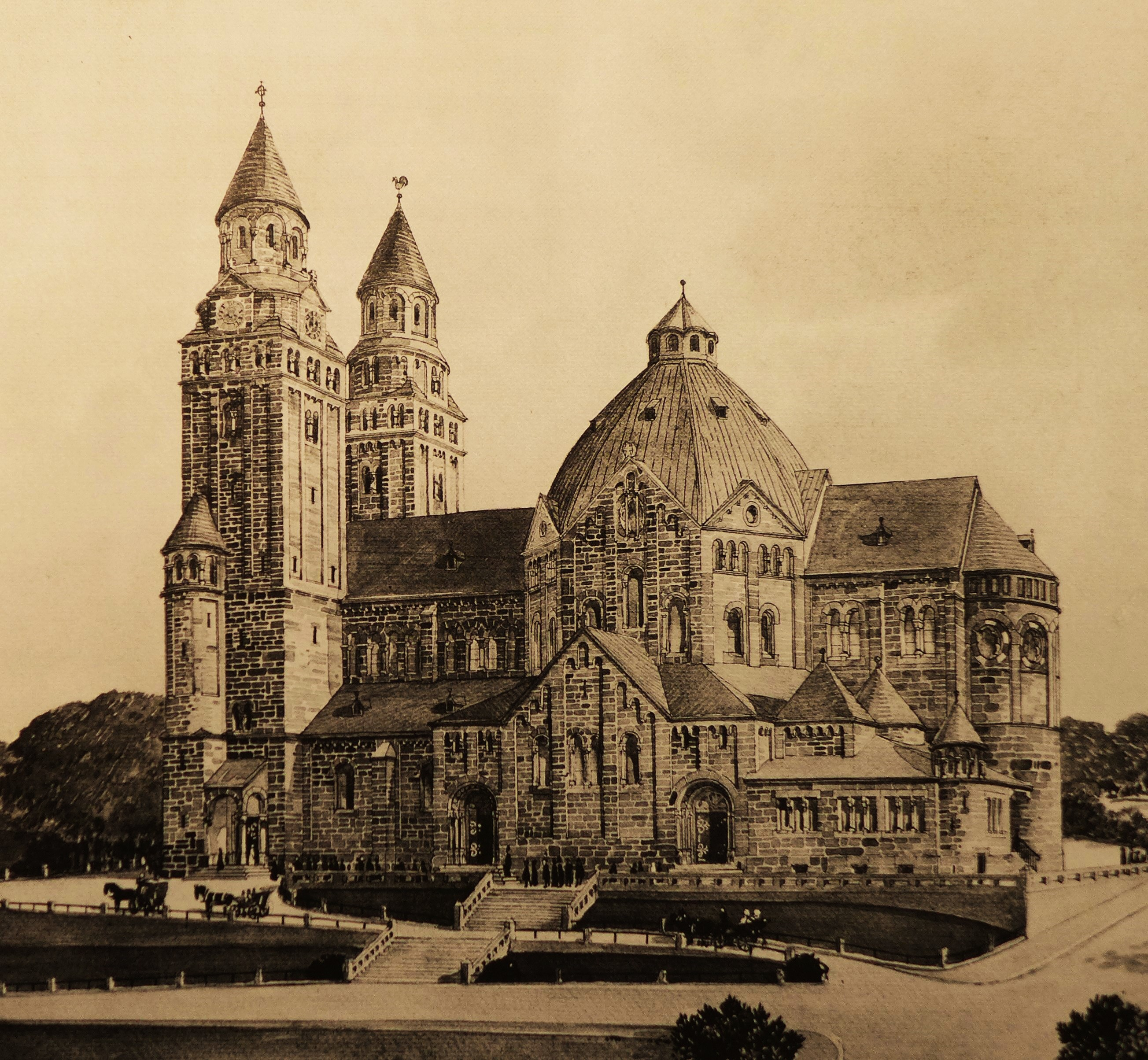
St. Michael (Saarbrücken), Entwurf von Wilhelm Hector in neoromanischen Formen (Nachlass Hector)

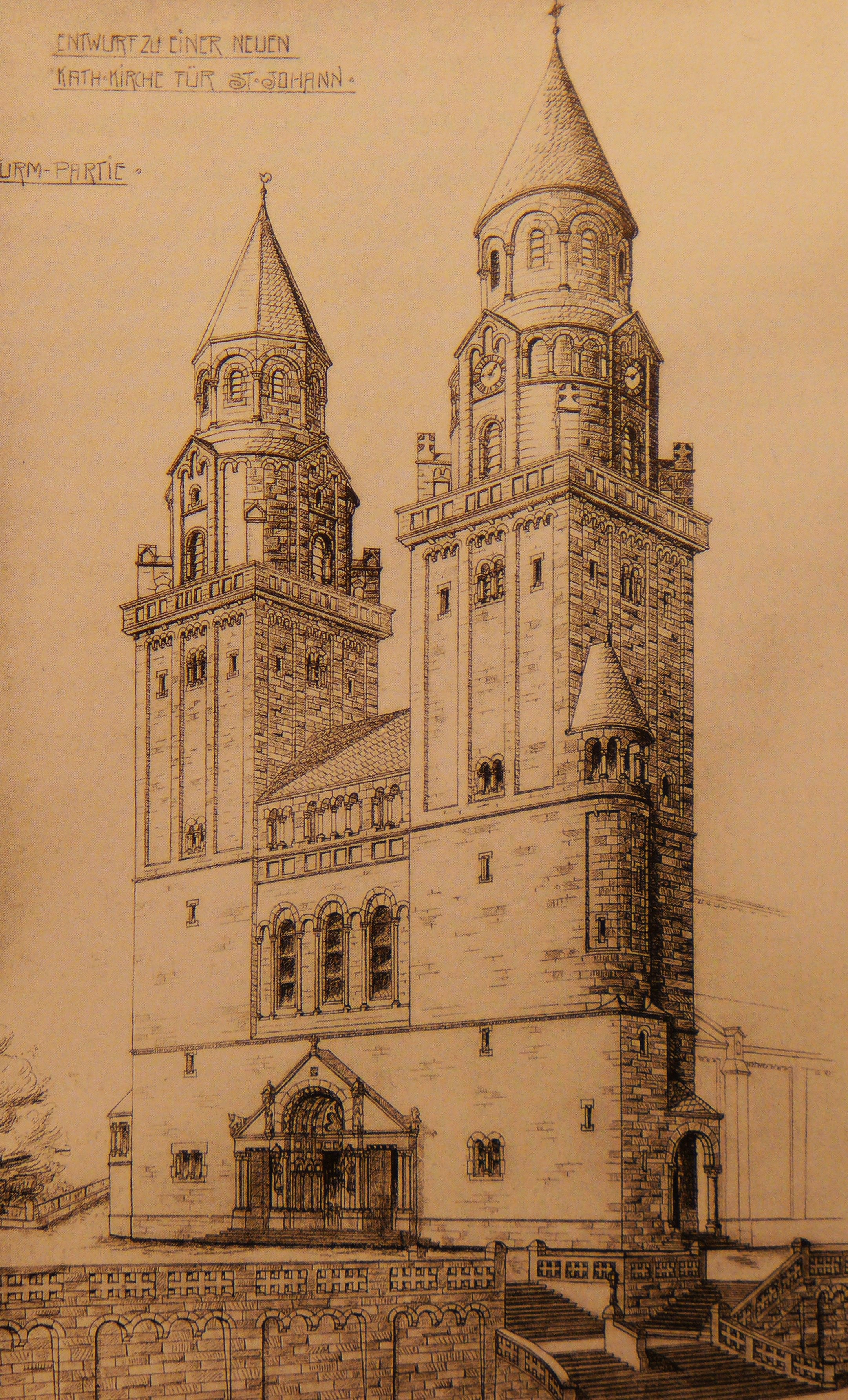
St. Michael (Saarbrücken), Entwurf von Wilhelm Hector, Fassadenvariante (Nachlass Hector)

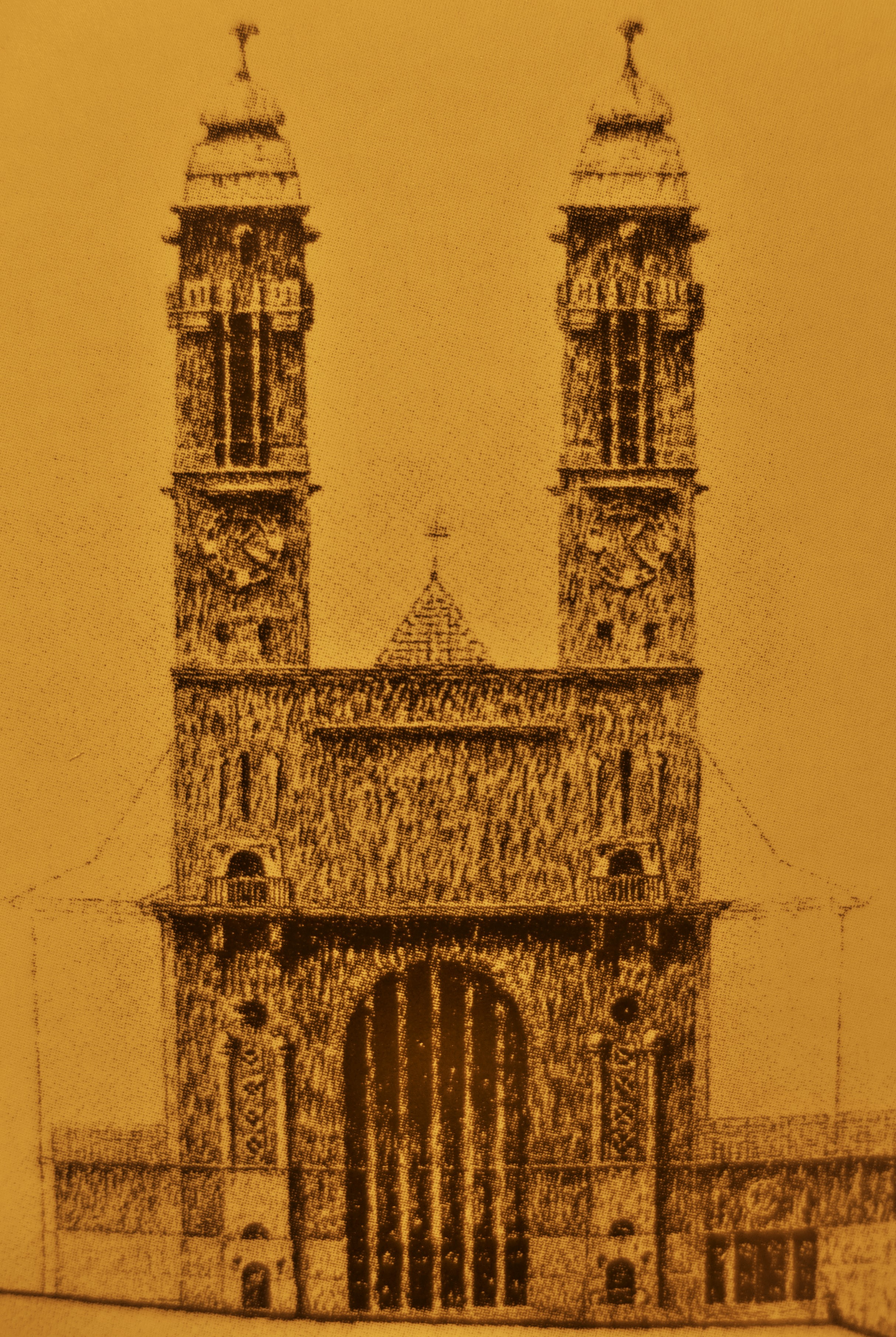
St. Michael; Saarbrücken; Im Jahr 1918 überarbeitete Fassadenskizze des ursprünglichen Entwurfes von 1913 noch mit barockisierenden Turmhauben (Archiv Institut für aktuelle Kunst im Saarland)

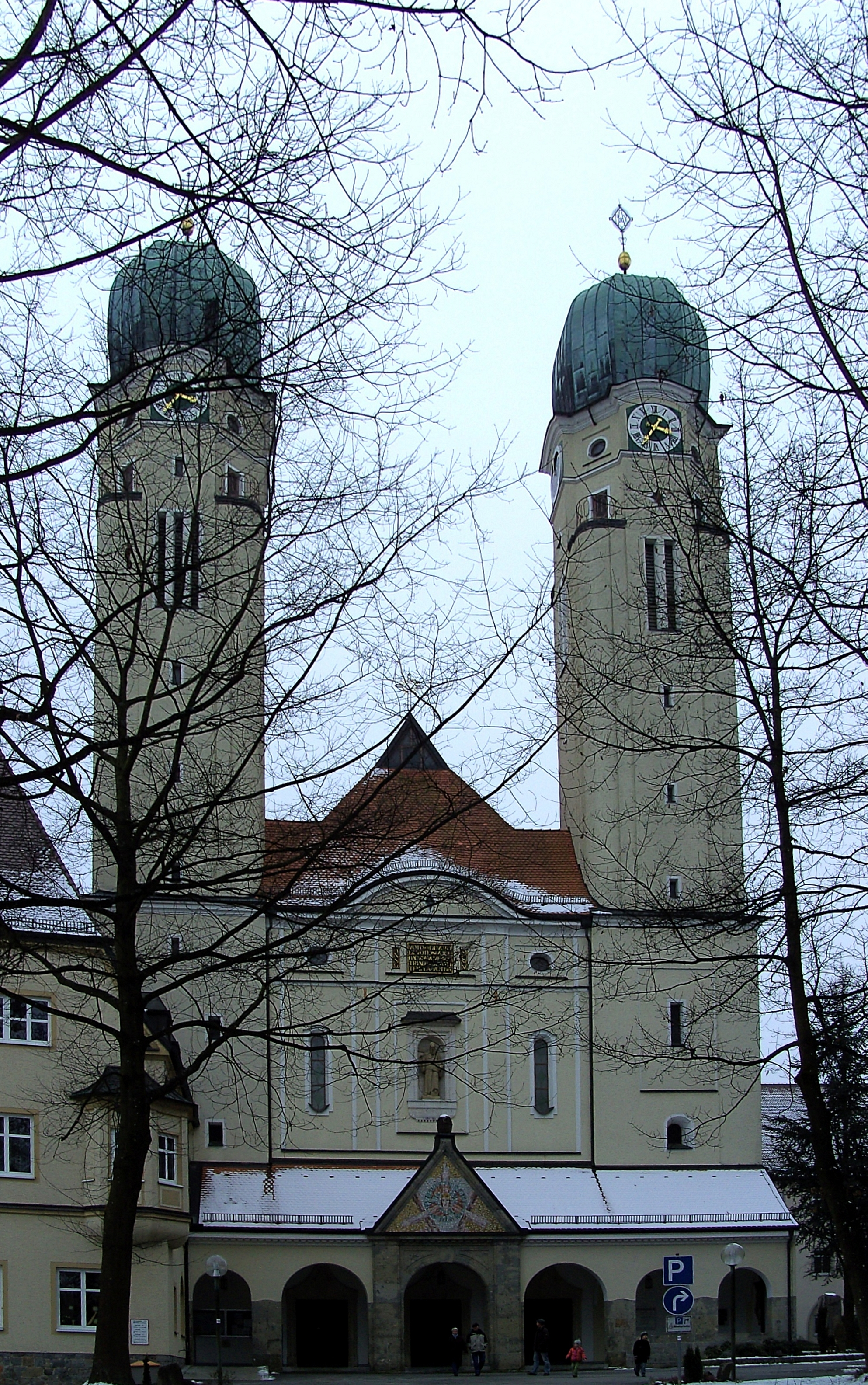
Neobarocke Turmfront der Abteikirche Schweiklberg mit Ähnlichkeiten zum ursprünglichen Entwurf Herkommers für St. Michael

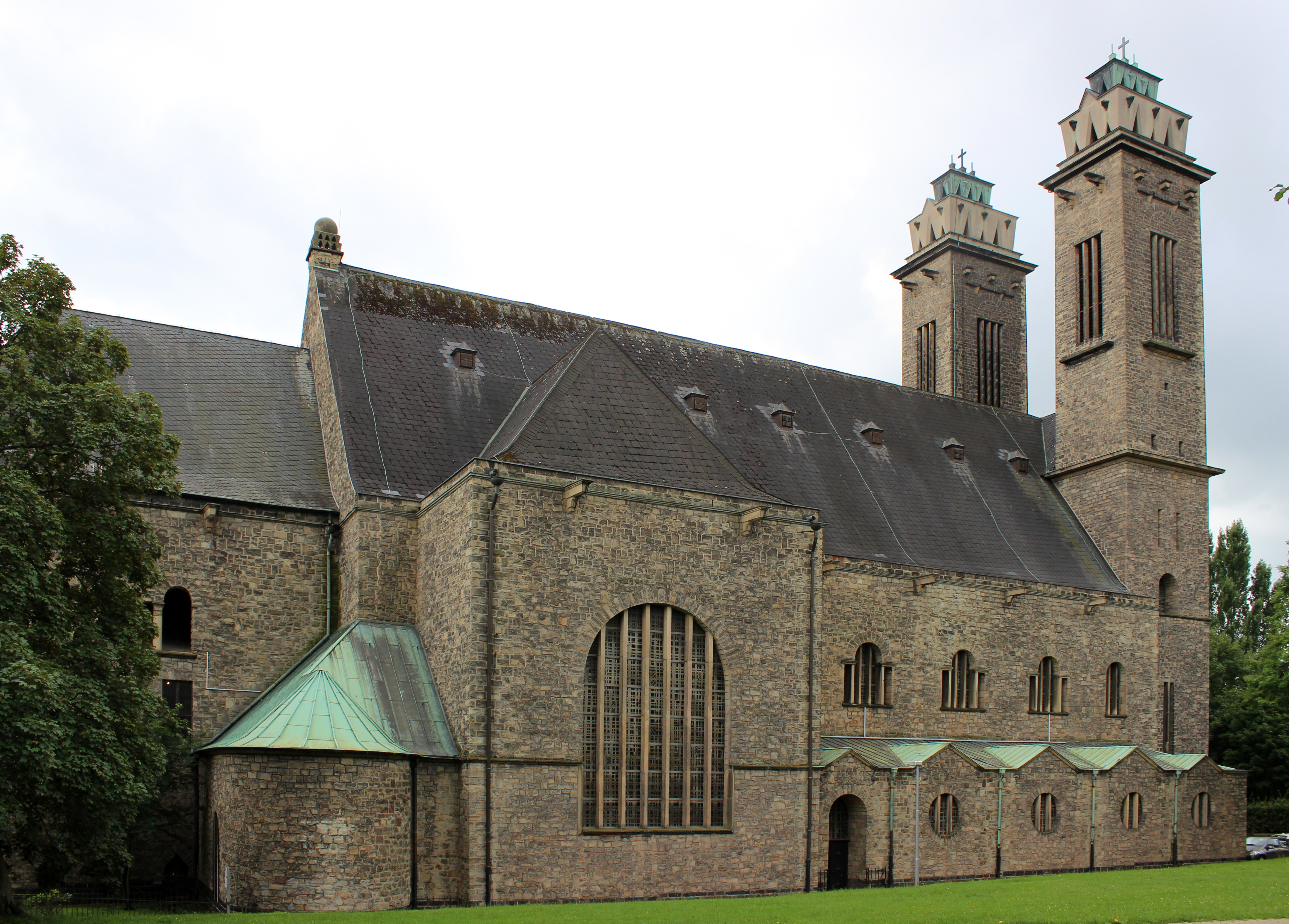
Saarbrücken-St. Johann, Michaelskirche, Nordseite vom Echelmeyerpark aus

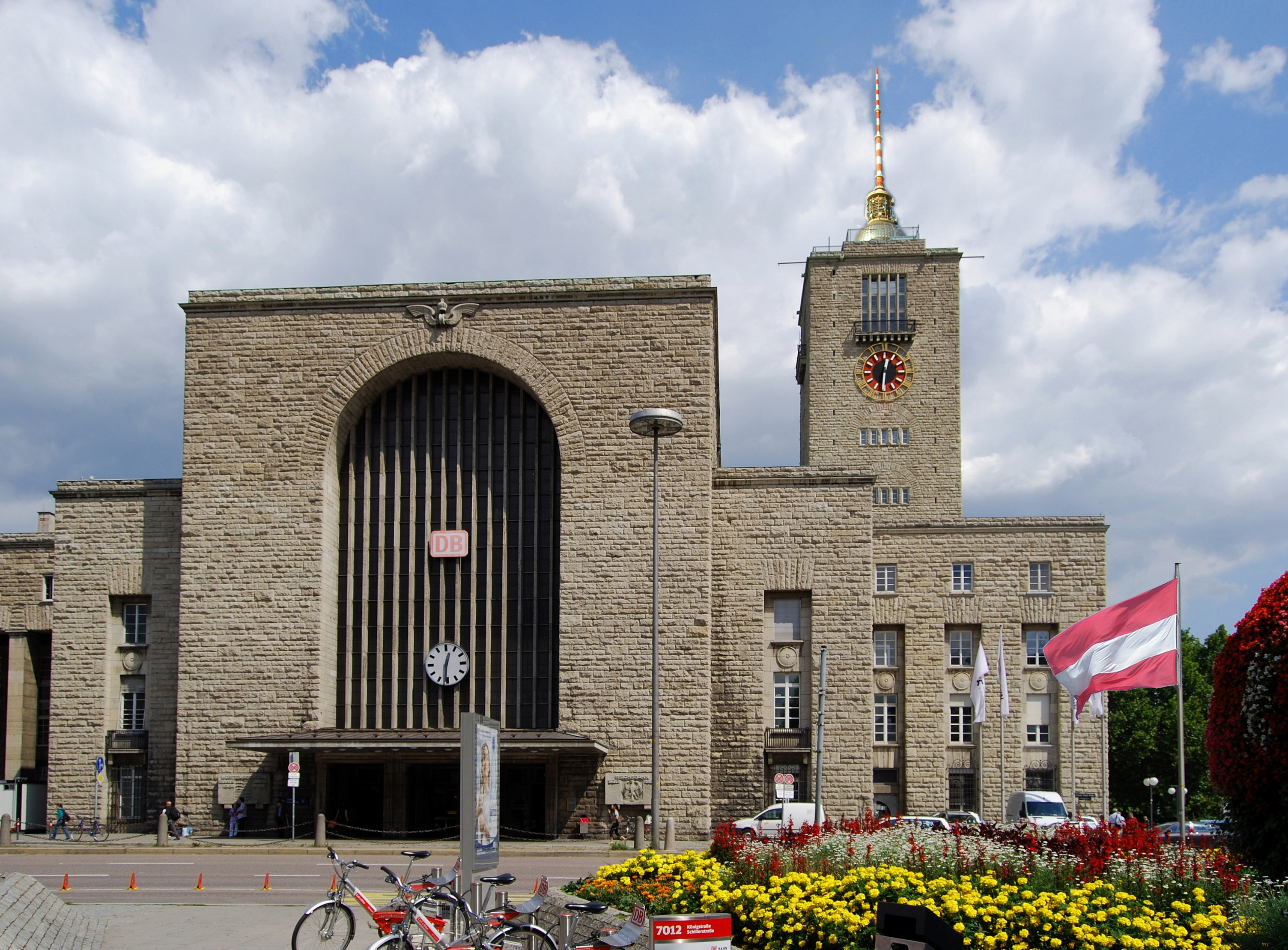
Empfangsgebäude des Hauptbahnhofes Stuttgart: Steinverkleidung, Rundbogennische, Maßwerkstäbe und Turmgestaltung weisen deutliche architektonische Verwandtschaftsbezüge zur St. Johanner Michaelskirche auf.

St. Michael ist eine römisch-katholische Kirche im Saarbrücker Stadtteil St. Johann, die in den Jahren 1923 bis 1924 nach Plänen des Architekten Hans Herkommer erbaut wurde. Seitdem ist sie von der Grundfläche des Innenraumes her das größte Kirchengebäude in der saarländischen Landeshauptstadt vor der evangelischen Ludwigskirche (Stadtteil Alt-Saarbrücken). Neben dem sogenannten Saardom (Hl. Sakrament) in Dillingen/Saar, der St. Ingberter Josefskirche sowie der Malstatter Josefskirche zählt die Michaelskirche zu den größten Kirchen des Saarlandes. Die Kirche ist dem Bistum Trier zugeordnet. Patroziniumstag der Kirche ist das Fest des heiligen Erzengels Michael am 29. September.

## Geschichte

### Vorgeschichte
Mittelalter
Der lokalen Überlieferung nach soll bereits zur Merowinger-Zeit im 7. Jahrhundert eine dem heiligen Johannes dem Täufer geweihte Kapelle an der Stelle der heutigen Basilika St. Johann errichtet worden sein. Sie war keine selbstständige Pfarrkirche, sondern wurde seelsorgerisch vom Augustinerchorherrenstift in St. Arnual bis zu dessen Aufhebung ununterbrochen betreut. Eine erste urkundliche Erwähnung fand die Johanneskapelle im Jahr 1325, doch deutet der im Jahr 1265 in einer Urkunde erwähnte St. Johanner Ortsname, aus dem Johannespatrozinium der Kapelle abgeleitet, auf ein früheres Entstehungsdatum der Kapelle hin.
Auf Vermittlung des Grafen Johann I. ordnete Papst Johannes XXII. beim Dekan des St. Arnualer Stiftes im Jahr 1325 die Aufstellung eines Taufsteines und die Bestellung eines eigenen Priesters in der St. Johanner Kapelle an. Das Stift scheint der päpstlichen Anordnung aber nicht nachgekommen zu sein. Der für St. Johann zuständige St. Arnualer Stiftsherr residierte weiterhin in St. Arnual und ließ die mit der Pfründe verbundenen Seelsorgepflichten durch Hilfsgeistliche ausführen.
Das bedeutete, dass die Bürger von St. Johann und auch die von Saarbrücken für den Empfang der Sakramente und anderer Kasualien einen Fußmarsch nach St. Arnual unternehmen mussten. Insgesamt fehlte sowohl Saarbrücken als auch St. Johann das gesamte Mittelalter hindurch eine zentrale Funktion im kirchlich-kultischen Bereich, was auch negative wirtschaftliche Auswirkungen hatte.
Reformation
Seit der im Jahr 1575 durch Beschluss von Graf Philipp III. von Nassau-Saarbrücken eingeführten Reformation war nur noch die evangelisch-lutherische Konfession erlaubt. Die Johannes dem Täufer geweihte Kapelle in der Nähe des St. Johanner Marktes wurde in den Jahren 1608 bis 1615 umgebaut und bestand danach aus einem einfachen Saal von 60 Fuß lichter Länge und 29 Fuß lichter Breite, der Chorturm war 20 Fuß lang und 27 Fuß breit. Dieses Gebäude wurde 1754 abgerissen und durch einen Kirchenneubau ersetzt.
Rekatholisierung
Eine erste katholische Messe konnte der für Saarbrücken und St. Johann zuständige Metzer Bischof Georges d’Aubusson de La Feuillade erst im Jahr 1680 in einer Scheune in der Türkenstraße gegenüber dem St. Johanner Gotteshaus feiern, nachdem in diesem Jahr König Ludwig XIV. von Frankreich die Grafschaft Saarbrücken besetzt hatte und sie als altes Lehen des Hochstifts Metz – dieses gehörte bereits seit 1648 zu Frankreich – beanspruchte. Zunächst übernahm der französische Garnisonspfarrer die Zivilseelsorge für die ca. 200 Katholiken der Grafschaft. Ihm folgte ein Jesuit aus der nächstliegenden Jesuiten-Ordensniederlassung Bockenheim. Im Jahr 1683 kam König Ludwig XIV. mit seiner Familie und einem großen Gefolge nach St. Johann, um am Folgetag an einem feierlichen Gottesdienst in der St. Johanner Notkirche teilzunehmen und somit seinen Herrschaftsanspruch zu bekräftigen.
Im Folgejahr 1684 wurde die bis dato lutherische Johanneskapelle auf Druck Ludwigs XIV. dem protestantischen Kultus entzogen und wieder der katholischen Kirche unterstellt. Der französische König versuchte durch das Angebot der Abgabenfreiheit, die lutherischen Einwohner St. Johanns zu einem Übertritt zum Katholizismus zu bewegen. Infolgedessen stieg innerhalb weniger Jahre die Zahl der katholischen Einwohner St. Johanns gegenüber dem protestantischen Saarbrücken, wo die Abgabefreiheit nicht angeboten wurde, stark an. Als die protestantischen Grafen von Saarbrücken im Jahr 1697 wieder über ihr uneingeschränktes Herrschaftsrecht auch in St. Johann verfügten, reduzierte sich die Zahl der Katholiken dort wieder drastisch. Die finanzielle Unterstützung der St. Johanner Pfarrei durch die französische Krone zur Finanzierung der Pfarrer, Vikare und Schullehrer blieb auch erhalten, als die Grafschaft Saarbrücken wieder an das Heilige  Römische  Reich abgetreten werden musste. Erst im Zuge der Französischen Revolution wurde die Geldzahlung des Königshauses eingestellt.
Anstelle des aufgelösten Augustinerchorherrenstiftes St. Arnual übernahm nach dem Frieden von Rijswijk, bei dem Frankreich im Jahr 1697 die reunierten Gebiete an der Saar (mit Ausnahme der Festung Saarlouis) zurückgeben musste, das Prämonstratenserkloster Wadgassen die Seelsorge. Gegen die Forderungen Englands, Hollands, Schwedens und der evangelischen Reichsfürsten war auf Druck Kaiser Leopolds I. und der katholischen Reichsstände entschieden worden, dass alle religionspolitischen Maßnahmen Frankreichs zur Zeit der Reunionen weiterhin Gültigkeit behalten sollten. Somit blieb die Kapelle in St. Johann auch weiterhin katholisch.
Ein Versuch des jungen Saarbrücker Grafen Ludwig Kraft, die St. Johanner Kapelle zu einem konfessionellen Simultaneum zu machen, scheiterte am Protest der Katholiken, die vom Metzer Bischof massiv unterstützt wurden.

### Planungen
Bevölkerungsanstieg
Nach dem Zusammenschluss der drei selbständigen Saarstädte Saarbrücken, St. Johann und Malstatt-Burbach zur neuen Großstadt Saarbrücken im Jahr 1909, entwickelte sich der Stadtteil St. Johann zunehmend zum wirtschaftlichen Zentrum der Saarmetropole. Die steigende Einwohnerzahl führte zum Bau neuer Wohnviertel im Stadtteil. Bereits im Lauf des 19. Jahrhunderts war der Katholikenanteil gegenüber der evangelischen Mehrheit stark angestiegen und die einzige katholische Kirche in St. Johann erwies sich als zu klein.
Abpfarrung von St. Jakob
Schon bald nach der Fertigstellung der Kirche St. Jakob in Alt-Saarbrücken auf der linken Saarseite im Jahr 1888 war zwar eine erhebliche Erleichterung für die Gemeindemitglieder und den Klerus der bis dahin bestehenden Doppelpfarrei Saarbrücken-St. Johann zu spüren, doch wurden nun auch in St. Johann Planungen aufgenommen, das Pfarrgebiet auf der rechten Saarseite zu teilen.
Kirchenbauverein
Pfarrer Leonhard Keil, der von 1899 bis 1912 St. Johann seelsorgerisch betreute, leitete dementsprechende Planungen ein. Direkt nach seiner Amtsübernahme gründete man im Jahr 1899 einen Kirchenbauverein. Im Jahr 1912 konnte durch eine großzügige Spende von Pfarrer Keil die unmittelbare Planungsphase aufgenommen werden. Als Bauplatz sah man das Gelände des St. Johanner Friedhofes auf dem Rotenberg vor. Der Friedhof (heute Echelmeyerpark, benannt nach Alois Echelmeyer) war bereits in den 1880er-Jahren aufgegeben worden.
Wettbewerb
Nachdem Keil im Jahr 1912 ins Trierer Domkapitel berufen worden war, schrieb sein Nachfolger Alois Echelmeyer (Amtszeit 1912–1929) im selben Jahr einen Architektenwettbewerb zur Erlangung von Entwürfen für den Neubau einer zweiten katholischen Kirche in St. Johann aus. An dem Wettbewerb beteiligten sich 120 deutsche Architekten. Der Ausschreibungstext hatte gefordert, dass „das Äußere ... der hervorragenden Lage Rechnung tragen und daher durch eine schöne Gruppierung und gefällige Verteilung [der Baumassen] wirken“ solle, wobei „feine Gliederungen und reiche Bildhauerarbeiten zu vermeiden“ seien und „der Hauptwert auf die Gestaltung des Innern zu legen“ sei; auch sei „der Architekt ... nicht an historische Formen gebunden, seiner künstlerischen Gestaltungskraft“ solle vielmehr „freie Bahn gelassen werden“. Diese Entscheidung hinsichtlich der Stilfrage ist umso programmatischer, als noch 1912 der Kölner Erzbischof Kardinal Fischer im sogenannten „Gotik-Erlass“ die gotische Formensprache bei Kirchenneubauten für verbindlich erklärt hatte. Die hochrangig zusammengesetzte Jury bestand aus Oskar Hossfeld vom preußischen Ministerium der öffentlichen Arbeiten in Berlin, dem Kölner Dombaumeister Bernhard Hertel, dem Dombaumeister Wilhelm Schmitz aus Metz sowie Professor Hans Hausmann von der Rheinisch-Westfälischen Technischen Hochschule Aachen, der den verhinderten Straßburger Münsterbaumeister Johann Knauth vertrat. Hinzu kamen Vertreter von Kirchengemeinde und Stadt.
Nachdem der Wettbewerb Mitte des Jahres 1913 beendet worden war, wählte man sieben Entwürfe zur Prämierung aus. Auch das St. Johanner Pfarrmitglied Wilhelm Hector, der einer der produktivsten Kirchenbauarchitekten seiner Zeit an der Saar war, hatte einen Entwurf – in neoromanischen Formen – eingereicht. Jedoch wurde sein Entwurf von der Jury zurückgewiesen. Den beiden Entwürfen der Architekten Arthur Mäkelt aus Berlin und Franz Baumann aus München wurde zugleich der erste Platz zugesprochen. Ihnen folgte in der Rangfolge der Jury der Entwurf von Friedrich Pützer aus Darmstadt. Vier weitere Entwürfe waren zum Ankauf empfohlen worden, darunter die von Albert Kirchmayer aus Augsburg, Franz Roeckle aus Frankfurt am Main Trierer Dombaumeisters Julius Wirtz sowie der damals erst 26-jährige, in Stuttgart tätige Hans Herkommer. Unter den sieben ausgewählten Entwürfen wurde nochmals ein engerer Wettbewerb ausgeschrieben. Ende des Jahres 1913 ging aus diesem Wettbewerb Hans Herkommer als endgültiger Gewinner hervor. Herkommer hatte in den Jahren 1906 bis 1910 an der Technischen Hochschule Stuttgart als Schüler von Theodor Fischer, Paul Bonatz sowie Martin Elsaesser studiert. Interessanterweise weist Herkommers später in St. Johann verwirklichte Kirche deutliche architektonische Bezüge zum Empfangsgebäude des Stuttgarter Hauptbahnhofs auf, das 1914–1928 nach Entwürfen von Paul Bonatz gebaut wurde.
Kurioserweise nach Abschluss des Wettbewerbs bot der Berliner Architekt Peter Behrens am 6. Februar 1914 brieflich dem Pfarramt an, „einem solchen Gebäude eine zweckmäßige Außen- und Innengestaltung zu verleihen, verbunden mit gediegener Konstruktion und dauerhaftem Material“, was letztlich eine Negierung des Wettbewerbsergebnisses bedeutete.
Planmodifizierungen
Die ursprünglichen Entwürfe Herkommers für die Kirche in St. Johann lehnten sich noch deutlich an die Barockepoche an und wiesen Ähnlichkeiten zu der in den Jahren 1909 bis 1911 von Michael Kurz entworfenen Turmfront der Abteikirche Schweiklberg auf. Der Bau der neuen Kirche in St. Johann sollte im Herbst 1914 beginnen. Mit dem Ausbruch des Ersten Weltkriegs war daran nicht mehr zu denken. So verzögerte sich der Bau der Michaelskirche um zehn Jahre. Nach dem Krieg musste Herkommer seinen Entwurf aufgrund der Zeitumstände mehrfach modifizieren. Dabei fand schließlich eine deutliche Umplanung des noch späthistoristisch geprägten Wettbewerbsentwurfs zugunsten eines Kirchenbaus im Stil des Expressionismus statt.

### Namensgebung
Der Kirchenvorstand beschloss, den neuen Kirchenbau unter das Patrozinium des Erzengels Michael zu stellen. Dies geschah ausdrücklich zum Andenken an den am 4. Dezember 1921 verstorbenen Trierer Bischof Michael Felix Korum.

### Bau
Der erste Spatenstich fand im Februar 1923 statt. Die Grundsteinlegung wurde am 3. Juni 1923 anlässlich des ersten Saarländischen Katholikentags in Anwesenheit des Trierer Bischofs Franz Rudolf Bornewasser, der beiden Regierungskommissare der saarländischen Völkerbundsverwaltung Julius Land und Graf von Moltke-Huitfeld (als Vertreter der Regierung Dänemarks), des Ministerialdirektors und Oberregierungsrats Matthias Notton, des Saarbrücker Bürgermeisters Hans Neikes, des Saarlouiser Dechants und Trierer Ehrendomherren Alexander Subtil sowie zahlreicher weiterer Ehrengäste gefeiert. Bei der Grundsteinlegung wurde eine Zeitkapsel eingemauert, in die eine Urkunde in lateinischer Sprache, Geld und Tageszeitungen eingelegt worden war. Die deutsche Übersetzung der lateinischen Urkunde lautet:

„Der Engel des Friedens, Michael, möge vom Himmel her in unseren Tempel kommen und als Urheber heiteren Friedens die tränenbringenden Kriege in die Unterwelt verbannen (Hymnus ad Laudes). Im Jahre des Herrn eintausend neunhundert und dreiundzwanzig, dem zweiten Regierungsjahr des Papstes Pius XI., am dritten Juni hat der Bischof von Trier, Franz Rudolf Bornewasser den Grundstein gelegt zu diesem Gotteshaus, das dem heiligen Erzengel Michael geweiht ist, vor dem Pfarrer von St. Johann und den mitunterzeichneten Zeugen. Die Kirche wird auf dem festen Felsen des sogenannten Rotenberges auf dem alten Friedhof, der durch die Asche von Kriegern uns heilig ist, von dem Architekten Hans Herkommer aus Gmünd-Stuttgart erbaut.
Durch sie werde das Andenken an den erlauchten Bischof Michael Felix Korum geehrt, der hochgesinnt dieses Werk eifrig förderte und in seinem Eifer für die Ehre Gottes und für die Wahrung des heiligen Glaubens in dieser Stadt schon im Jahre 1914 zur Ausführung des Baues der neuen Kirche seine Zustimmung gab. Durch sein Gebet möge er nunmehr unsere Arbeit fördern, da es ihm nicht vergönnt war, durch seinen Segen uns beim Beginn des Baues zu helfen.
Ein günstiges Vorzeichen für dieses Werk der Frömmigkeit ist der erste Saarländische Katholikentag, der an eben diesem Tage in unserer Stadt abgehalten wird unter dem segensvollen Beisein der erlauchten Oberhirten des Saarlandes, des Bischofs von Trier, Doktor Franz Rudolf Bornewasser und seines Weihbischofes Doktor Antonius Münch und des Bischofs von Speyer Doktor Ludwig Sebastian. Es grüßen sie mit lautem Beifall heute unzählige Scharen aus allen Gauen, selbst aus den entlegensten Dörfern herbeieilen, um freudigen Herzens ihren begeisterten Glauben und ihre kindliche Ergebenheit feierlich zu bekennen dem Hasse der Gottes- und Kirchenfeinde zum Trotz.
So möge der gütige Gott dieses Werk huldvoll fördern, auf dass es für kommende Geschlechter sei ein Denkmal und eine Förderung des Glaubens, ein Zeugnis des Glaubenseifers der Pfarrgemeinde St. Johann, die in diesen unruhevollen Zeiten selbst von Not und Sorge schwer bedrängt, doch freudig, wie einst das Volk Israel, alles opfert.“

Die Sinnsprüche bei der Grundsteinlegung nahmen deutlich Bezug auf die Situation des Saarlands in der notvollen Zeit nach dem Ersten Weltkrieg und drückten die Friedenssehnsucht der Zeit aus:
- „St. Michael bin ich genannt, ich schütze das saarische Land. Geboren in Not und Leid, führ’ und ruf’ ich zur Einigkeit.“ (Festredner Pater Kethers, Trier)
- „Dem Engel des Friedens weihen wir das Haus, dem Friedensgeiste diene dieser Bau, dem Frieden der Seele, dem Frieden zwischen Gott und Mensch, dem Frieden zwischen den Ständen und den Völkern.“ (Dechant Prälat Echelmeyer)
- „Ad gloriam Dei et pacem populi. (Zum Ruhme Gottes und zum Frieden des Volkes.)“ (Graf von Moltke-Huitfeld, Vertreter Dänemarks in der Völkerbundsverwaltung)

### Einweihung
Am Samstag, dem 27. September 1924 wurde die Kirche, die auf etwa 1000 Sitzplätze ausgelegt war und wegen ihres monumentalen Anblicks sowie ihrer Hügellage im Volksmund die inoffiziellen Beinamen „Saarbrücker Dom“ und „Stadt Gottes auf dem Berg“ erhielt, nach einer Messe in der Stadtpfarrkirche St. Johann von Bischof Franz Rudolf Bornewasser konsekriert und das erste Messopfer gefeiert. Das erste Pontifikalamt fand am Sonntag, dem 28. September 1924, dem Vortag des St.-Michaelis-Fests, statt.

### Errichtung der selbständigen Pfarrei St. Michael
Die am 1. Oktober 1926 aus der Pfarrei St. Johann ausgegliederte neu errichtete Pfarrei St. Michael zählte damals etwa 18.000 Katholiken, die mittlerweile die Protestanten in St. Johann zahlenmäßig knapp überflügelt hatten. Von den 1920er- bis zu den 1970er-Jahren wurden sonn- und feiertags in St. Michael bis zu sieben Messen, an jedem Werktag zwei bis drei Messen gefeiert. Gegenwärtig findet in der Kirche pro Woche noch eine reguläre Eucharistiefeier (am Sonntagvormittag) statt.

### Zweiter Weltkrieg und Nachkriegszeit
Bei der großflächigen Bombardierung Saarbrückens durch britische Verbände am 5. Oktober 1944 entging die Kirche nur knapp der Zerstörung, als eine Brandbombe das Dach durchschlug, jedoch nicht explodierte. Die Kriegsschäden an Chorwand, Fenstern und Dach konnte man bis 1948 beheben. Während der von 1947 bis 1956 dauernden Zeit des Saarstaates war die zum Bistum Trier gehörende Kirche St. Michael als künftige Bischofskirche einer geplanten, nach der Ablehnung des Saarstatuts 1955 jedoch nicht realisierten, saarländischen Diözese im Gespräch. Am Neujahrsmorgen 1957 fand in St. Michael in Anwesenheit von Bundeskanzler Konrad Adenauer das durch den Trierer Bischof Matthias Wehr zelebrierte feierliche Pontifikalamt anlässlich des Beitritts des Saarlands zur Bundesrepublik Deutschland statt.

### Aufteilung des Pfarrgebiets

Abpfarrungen von St. Michael
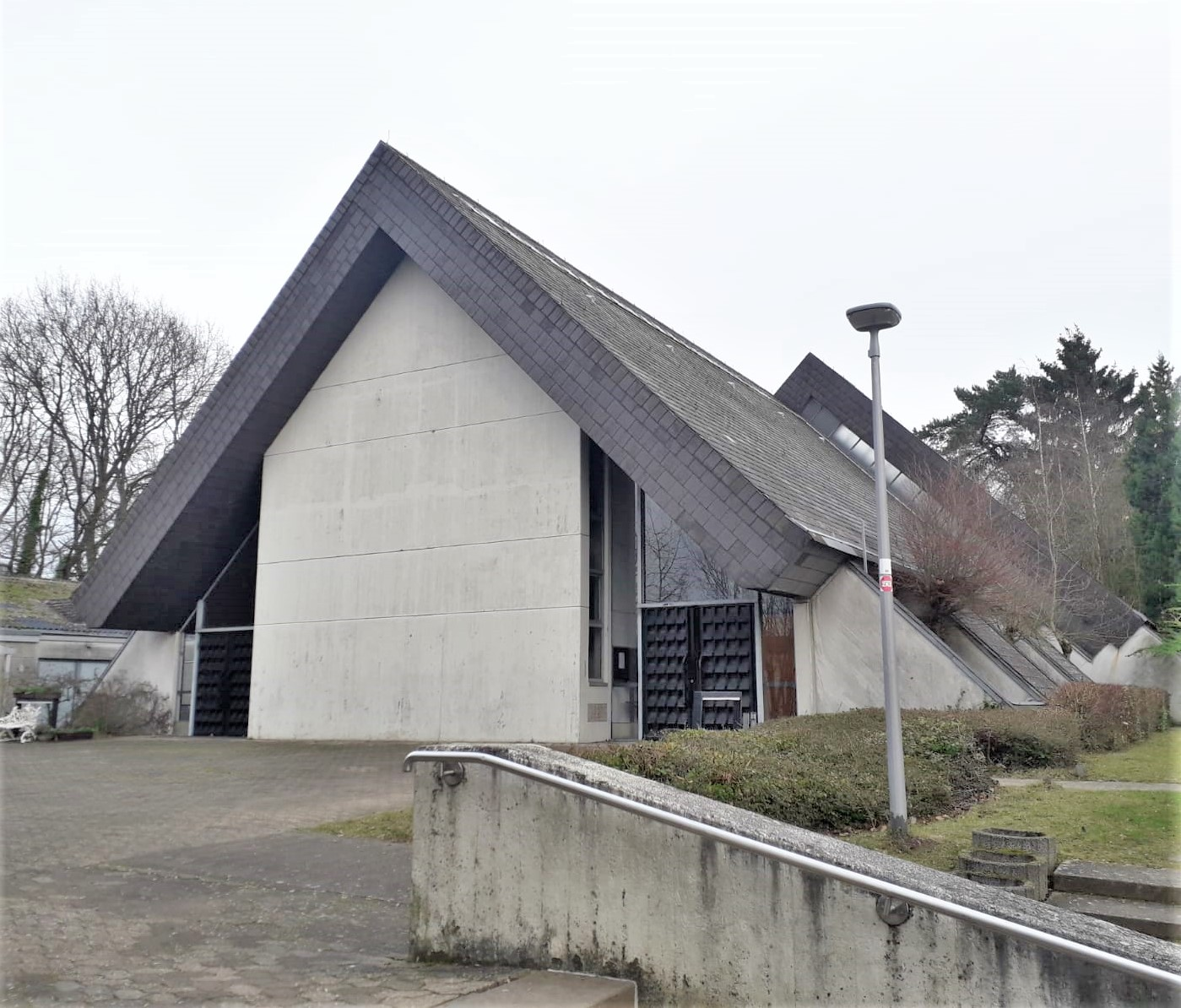
St. Thomas Morus, Saarbrücken-Am Homburg

Durch die Gründung weiterer Pfarreien im Stadtteil St. Johann – Maria Königin (1959), St. Elisabeth (1960), St. Thomas Morus (1968) – wurde die Pfarrei St. Michael nach und nach verkleinert.

### Umgestaltungen
Die in den letzten drei Jahrzehnten des 20. Jahrhunderts im Innenraum durchgeführten Umgestaltungsmaßnahmen trugen den Erfordernissen der Liturgiereform, der sinkenden Zahl von Gottesdienstbesuchern und geänderten Anforderungen an das kirchliche Leben Rechnung. So wurde der Bereich für Zelebration und Verkündigung vom Ostchor in das Hauptschiff verlegt, die Anzahl der Sitzplätze von 1000 auf weniger als die Hälfte davon verringert, die Kirchenbänke in Ost-West-Richtung aufgestellt und der Raum unter der Empore als abgeteiltes Foyer gestaltet. Derzeit ist die westliche Hälfte des Langhauses absichtlich unmöbliert. In den 1980er-Jahren experimentierte man zeitweilig mit einem beweglichen Vorhang zur Abteilung des Raums bei Werktagsgottesdiensten mit wenigen Besuchern.

### Eingliederung in die Großpfarrei St. Johann
Mit Wirkung zum 1. Januar 2005 wurden die bisherigen Pfarreien St. Johann (Basilika), St. Michael, St. Elisabeth und St. Thomas Morus aufgelöst und zu einer neuen Großpfarrei namens „St. Johann“ vereinigt. Als größte der vier Kirchen wurde St. Michael unter der amtlichen Bezeichnung „ehemalige Pfarrkirche St. Michael“ zum Dienstsitz des Pfarrers der neuen Pfarrei St. Johann bestimmt. In der Urkunde über die Errichtung der Pfarrei und Kirchengemeinde Saarbrücken St. Johann vom 13. Dezember 2004 wurde St. Michael zur Pfarrkirche der Großpfarrei bestimmt. Die Pfarrei St. Johann bildet im Stadtteil St. Johann mit der Pfarrei Maria Königin-St. Augustinus die „Pfarreiengemeinschaft St. Johann“.

## Architektur

### Grundriss und Abmessungen

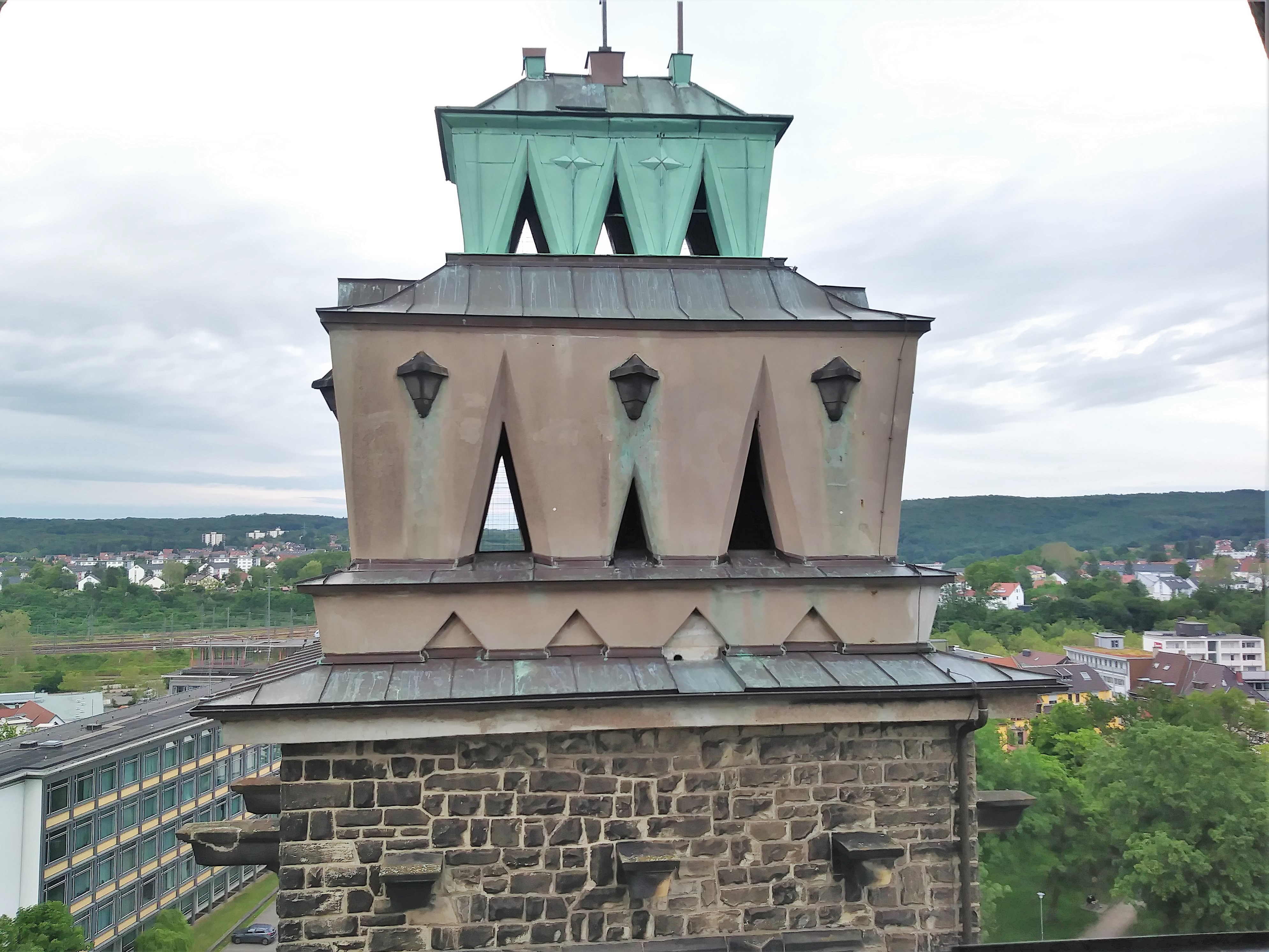
St. Michael, Turmhaube im Stil des kristallinen Expressionismus

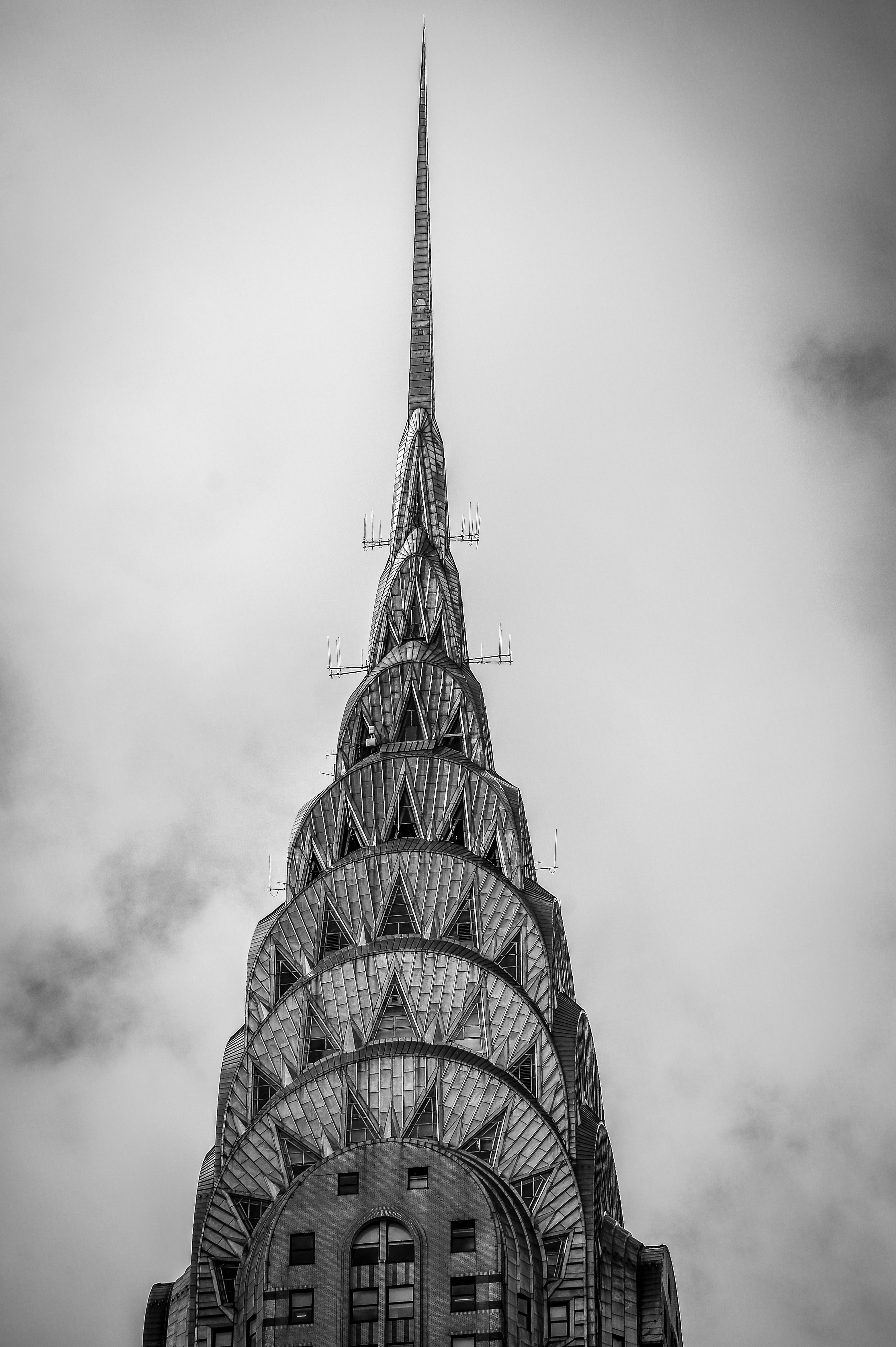
Chrysler Building (New York City), Bau 1928–1930, Wiederaufgreifen des Motivs der kristallinen Rücksprünge mit spitzwinklig-strahlenartigen Fensteröffnungen in gesteigerter Form

Die Gesamtlänge der Kirche beträgt 60 m. Von dieser Länge entfallen 6,60 m auf den Eingang zwischen den beiden Türmen, 37,80 m auf das Hauptschiff und 15,60 m auf den Vorchor- und den Chorbereich. Die größte Breite beträgt 34,60 m. Die lichte Breite des Hauptschiffs beträgt 18,80 m. Das Querschiff erstreckt sich zu beiden Seiten um je 6 m nach außen.
Die beiden Seitenschiffe sind 5 m breit und 25 m lang. Die Pfeiler, die die Seitenschiffe vom Hauptschiff abtrennen und das Gewölbe tragen, haben die Maße 0,80 m auf 2,25 m. Diese Pfeiler sind durch Gurtbögen mit den Vorlagen der Umfassungswände verbunden, sodass die Aufnahme des Gewölbeschubs gewährleistet wird, ohne dass ein Strebepfeilersystem hätte konstruiert werden müssen. Das Hauptschiff wird überspannt durch ein Gewölbe von fast 20 m Spannweite. Sein Scheitel erhebt sich rund 20 m über dem Fußboden. Die Flügel des Querschiffs und die Chorzone sind durch kleinere Gewölbe überspannt.
Die beiden Türme haben eine Höhe von 47 m ab dem Fußboden. Ihre Freigeschosse treten 22 m aus dem Kirchenbau hervor. Die Türme sind im Querschnitt 4,80 m breit und 6,50 m lang. In der Höhe des Glockenstuhls werden sie auf allen vier Seiten durch Schallöffnungen von 5,50 m Höhe durchbrochen. Die Stärke der Turmmauern beträgt in Bodenhöhe 1,10 m und nimmt mit zunehmender Höhe kontinuierlich bis zu einer Mindeststärke von 0,60 m ab. Die Turmmauern sind im Fundament durch eine Eisenbetonplatte von 1 m Stärke zusammengefasst.
Alle Mauern gründen auf dem Fels des Rotenbergs, um unterschiedliche Mauerwerkssetzungen zu vermeiden. Alle Beton-Fundamente erstellte man aus Saarkies, Schlackensplitt und Portlandzement. Die Fundamente erreichen den Fels in durchschnittlich 2 m Tiefe, die Turmfundamente in 5 m Tiefe. Alle Mauern bestehen aus Stampfbeton. Bei den Gewölben kam Eisenbeton zum Einsatz. Alle Steinverkleidungen bestehen aus örtlichem Fechinger Sandstein.

### Äußeres

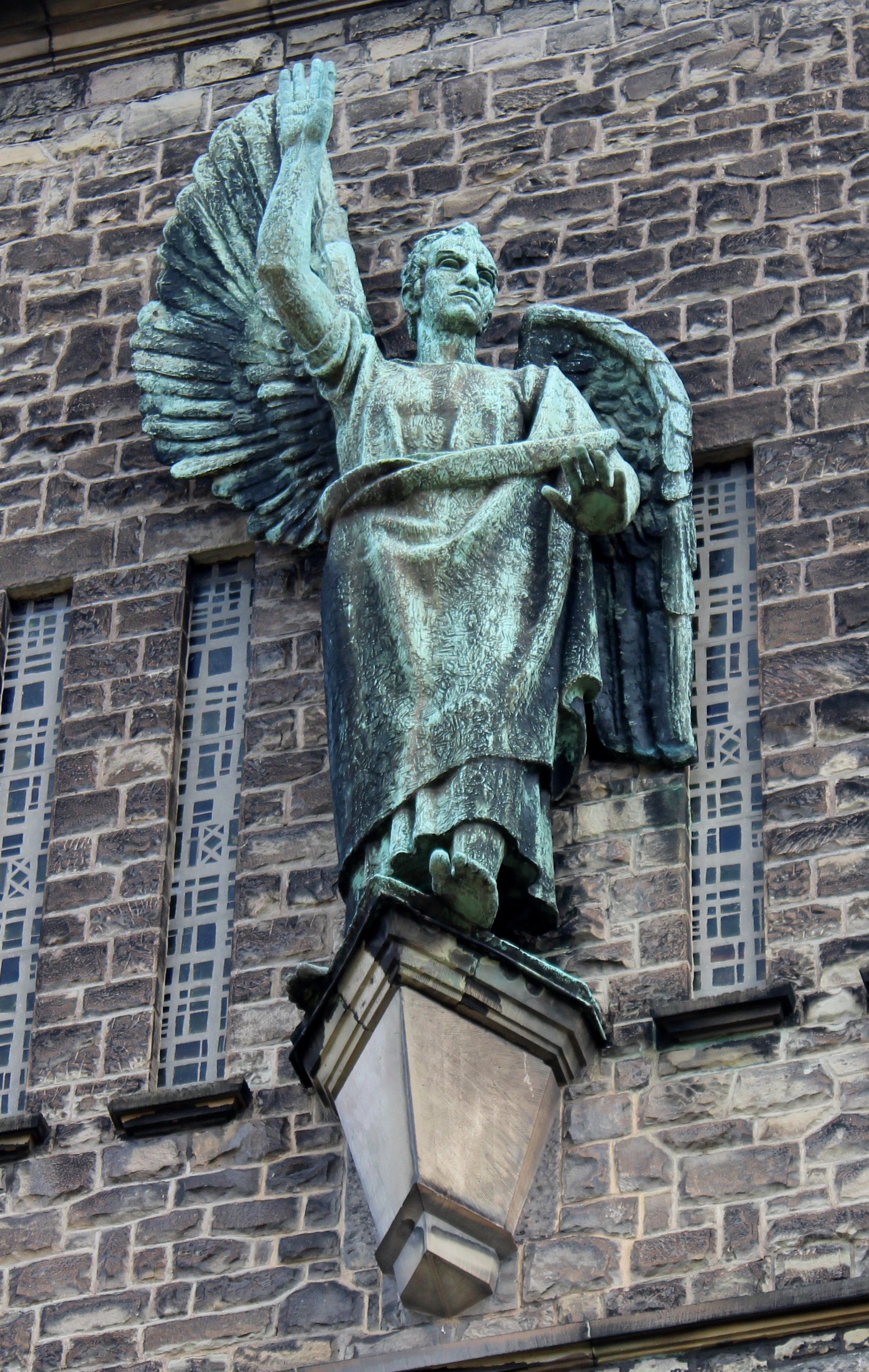
Saarbrücken-St. Johann, Fassadenskulptur „Michael, angelus et auctor pacis“ („Michael, Bote und Urheber des Friedens“)
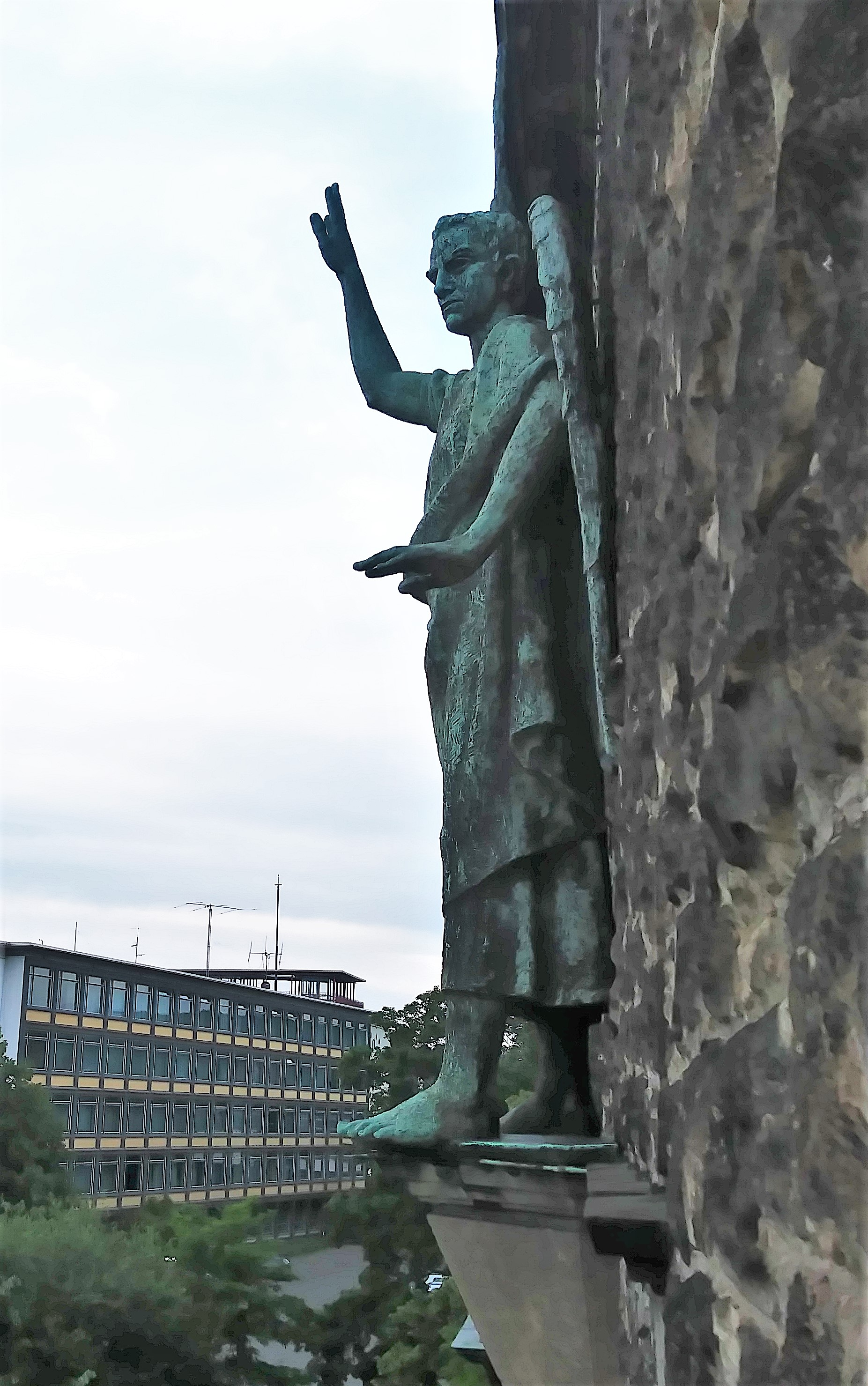
Saarbrücken-St. Johann, Michaelsfigur von der Seite
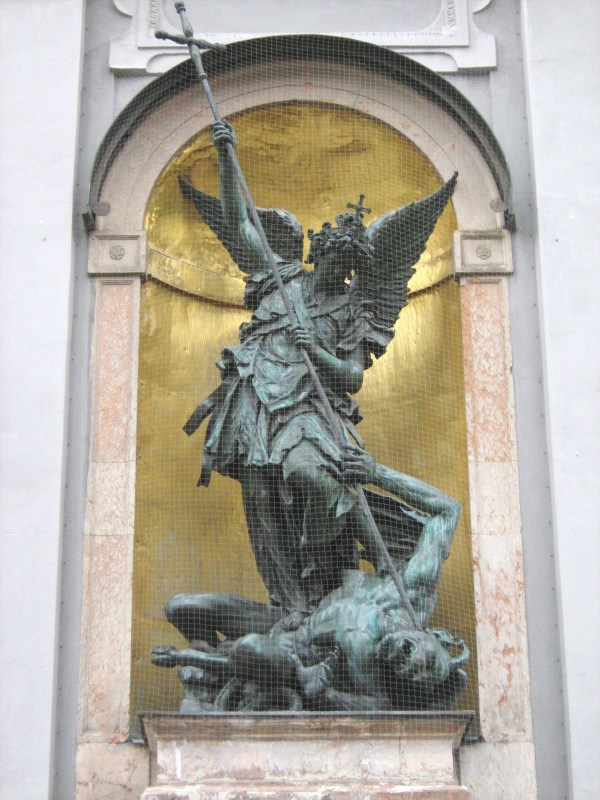
München, St.-Michaels-Kirche, Fassadenskulptur „Der Erzengel Michael, den Satan in die Hölle stürzend“
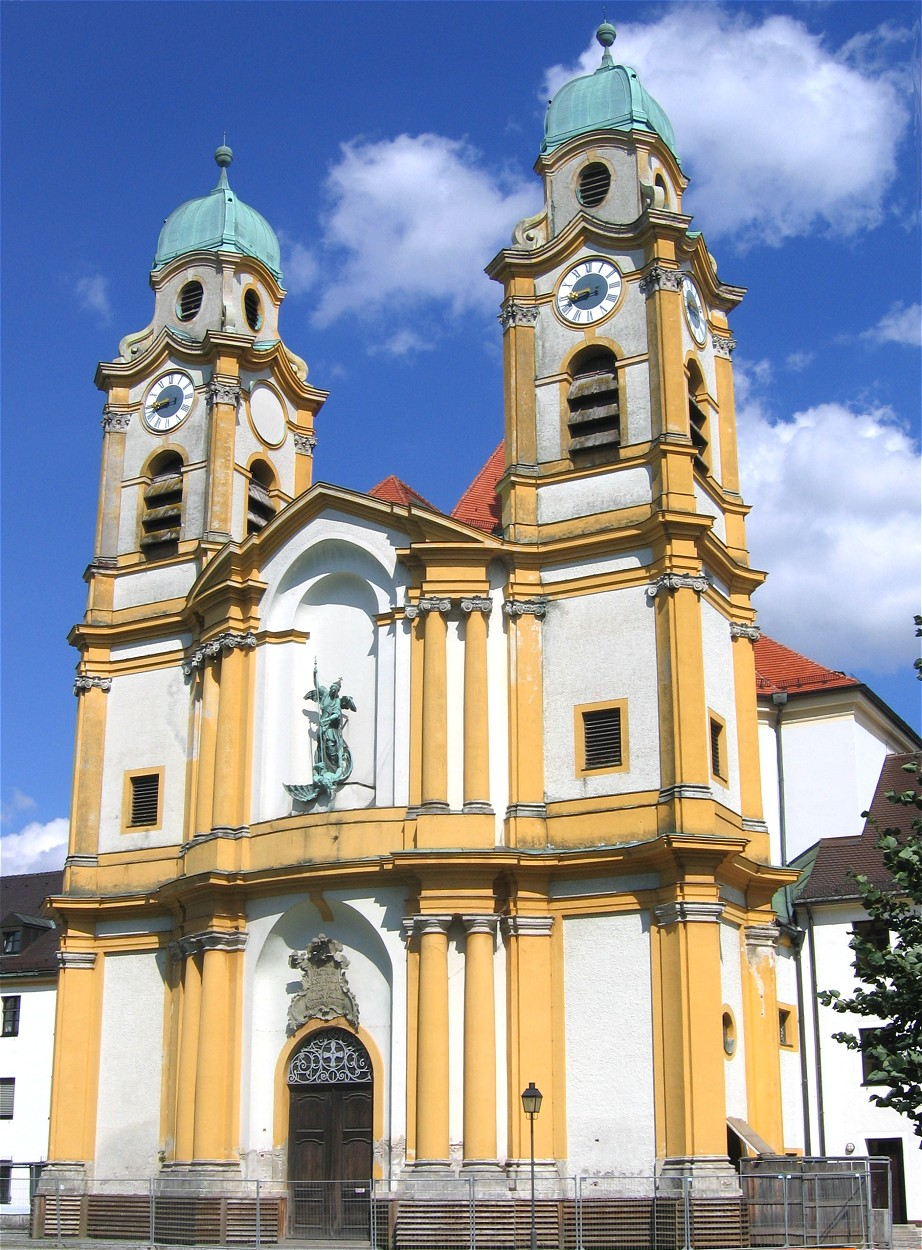
St. Michael, Berg am Laim, Turmfassade
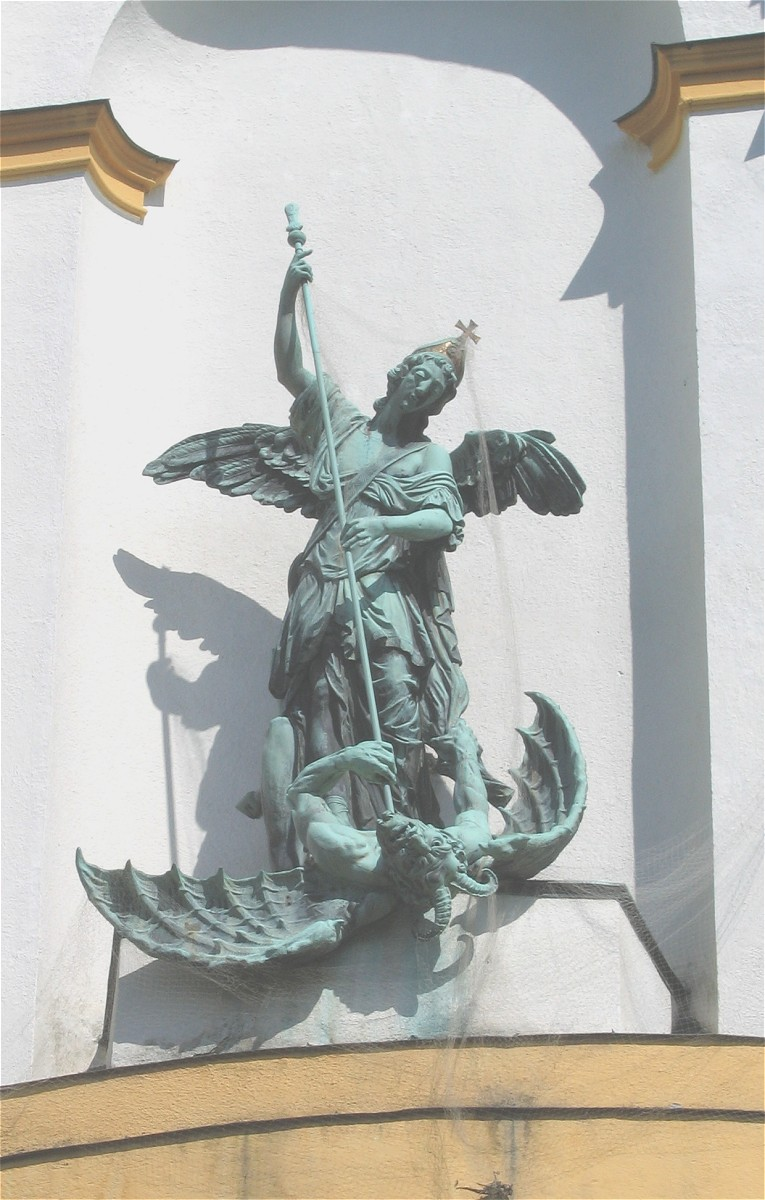
St. Michael, Berg am Laim, Erzengelplastik

Die Kirche St. Michael, die als Einzeldenkmal unter Denkmalschutz steht, integriert nach Art eines „Abstraktions-Historismus“ einzelne Stilelemente der staufischen Romanik des Mittelalters, der Renaissance und des Barocks in eine insgesamt moderne Gesamtkomposition mit expressionistischer Formensprache.
Hinsichtlich der wesentlichen Umarbeitung des neobarock geplanten Entwurfes von 1913, der kriegsbedingt nicht zur Ausführung kam, schreibt Architekt Herkommer im Jahr 1924:

„Die Grundgedanken des Entwurfs vom Jahre 1913 wurden beibehalten, nämlich: Doppeltürme an der Westwand, große, weitgespannte Halle als Mittelschiff, nischenförmige, niedrige Seitenschiffe als Beicht- und Andachtskapellen, sowie dem Hauptgewölbe untergeordnete Querschiffe. 
Die Aenderung (sic!) der wirtschaftlichen und geistigen Verhältnisse in diesem ereignisreichen Zeitraum von 10 Jahren, sowie die persönliche Entwicklung des Verfassers seit seinem 26. Lebensjahr bedingten natürlich eine Reihe von Abweichungen, die bei der Wertung des Baues beachtet werden mögen. 
Die Hauptschwierigkeit lag für den Architekten darin: aus seiner Raum- und Formenwelt von damals und der von heute eine Einheit zu schaffen. 
Anstelle einer ursprünglich reichgegliederten Außenarchitektur traten schlichte, ruhige, große Flächen, die durch einfache alte Mauertechnik belebt sind. Flächigkeit gepaart mit starker Vertiefung und auskragenden Spannungsentladungen bringen Ruhe, Rhytmus (sic!) und Dynamik. 
Wenn seinerzeit ein apsidenartiger Altarraum vorgesehen war, so kam jetzt ein um 2 m erhöhter, im Grundriss tief-rechteckiger Altarraum zur Ausführung, unter dem eine Krypta liegt. 
Im Aeußeren (sic!) wurde der Gedanke durchgeführt: im unteren Teil – weil Grundriß (sic!) und Raumquerschnitt nahezu beibehalten wurden – dem Geiste von damals möglichst gleichzubleiben, und den oberen Teil im Geiste von heute ausklingen zu lassen. So tritt im Oberteil der Türme der Ausdruck unserer Zeit am reinsten und stärksten in Erscheinung.
Wenn es für die schöpferischen Kräfte immer schwer sein wird, ihre Zeit in abstrakter Form widerzuspiegeln, so dürfte dies heute um so mehr der Fall sein, weil Verworrenheit und Zerfahrenheit auf allen Gebieten herrscht (sic!). Extreme hatten zunächst die Führung: einerseits Zerschlagen alles Gewesenen, anderseits starres Festhalten am Alten, bisher Gewohnten. Darauf folgte Unsicherheit beider Teile: ein Suchen unter allem, vom Primitivsten bis zum Raffiniertesten, ein rascher modischer Wechsel von Ausdrucksformen aller Völker und aller Zeiten; anderseits ein Besinnen auf die Ursachen der Gärung. Als Folge davon sowie der Ungleichheiten der Verhältnisse und Anschauungen eine einigermaßen klärende Scheidung in 2 Gegenpole: einerseits Abstraktion bis zum Aeußersten (sic!), zurück zum Ersten, Ursächlichsten, Verstandeskühle, kalte Nüchternheit; anderseits Freude an Form- und Farbenspiel, Überschwang an Laune und Üppigkeit, Träumereien. 
Diese beiden gegensätzlichen Erscheinungen dürften Haupterscheinungen unserer Zeit sein und haben somit eine gewisse innere Berechtigung. Es handelt sich nun nicht darum, welche der Auffassungen die bessere oder richtigere ist, sondern darum, dem Kern beider Erscheinungen nachzuspüren, beiden gerecht zu werden, beiden Schranken zu geben, beiden ein Feld der Betätigung zuzuweisen und somit aus dem ursprünglichen Gegensatz eine Einheit zu bilden.
Im Grundgedanken, d. h. in der Grundform als dem Wesentlichen mögen also herrschen: Klarheit, Einfachheit, Eindringlichkeit, Spannkraft und Ueberzeugung (sic!); und im füllenden schmückenden Ausbau, als dem Unwesentlichen: elastische Ungebundenheit, phantastisches, rhytmisches (sic!) Spiel von Farbe und Form. Oder etwa: eine Paarung von Klarheit und Mystik. (...)
Sinnlich formal ausgedrückt und einer ungefähren Vorstellung halber kunstgeschichtlich vergleichend, kann man darum sagen, daß (sic!) unsere Zeit frühchristlich byzantinische sowie gotische Merkmale aufweist: Von der ersteren die eindringliche Überzeugungskraft, die Verbindung von organischer Straffheit und weicher individualistischer Eleganz; und von der letzeren (sic!) die überirdische Sehnsucht, Innigkeit und Gläubigkeit.“

Der Grundriss zeigt eine kreuzförmige dreischiffige Wandpfeiler-Basilika mit einem im Verhältnis zu den Seiten- und Querschiffen auffallend großen Hauptschiff.
Die St. Johanner Michaelskirche ist in Sandstein mit steinsichtigen Außenwänden errichtet, die einen trutzig-burghaften Charakter vermitteln. Die äußeren Chorflankenarkaden von St. Michael könnten von den ähnlich gestalteten Arkaden an den Außenmauern der Gotthardkapelle des Mainzer Domes inspiriert sein. Diese Kapelle war bis 1137 unter Erzbischof Adalbert I. von Saarbrücken errichtet worden.
Die Westfassade (Breite: 18 m, Höhe: 23 m) besteht aus einem monumentalen dreigeschossigen Riegel und sich darüber erhebenden rechteckigen Doppeltürmen, die sich erst oberhalb des dritten Geschosses aus dem Westriegel lösen. Über die beiden unteren Geschosse erstreckt sich eine Rundbogennische (Höhe: 13 m), worin drei Portale eingelassen sind, die nach ursprünglichen Plänen reich geschmückt werden sollten. Die Windfang-Vorhalle ist 8 m breit.
Das dritte Geschoss wird von einer vier Meter hohen Bronzestatue des Kirchenpatrons, des Erzengels Michael, beherrscht. Der Entwurf stammt vom Münchener Künstler Franz Lorch (* 1899 Sigmaringen, † 1979 München). Lorch entwarf auch die Marienstatue, die Figuren der klugen und törichten Jungfrauen im Vorchor der Michaelskirche sowie den Kreuzweg.
Die Plastik an der Fassade ist ein Bronzeguss der Münchener Firma Brandstetter. Der Titel der Plastik lautet „Michael, angelus et auctor pacis“. Der Titel bezieht sich auf den Hymnus am Michaelstag im Breviarium Romanum:
„Angelus pacis Michael in aedes coelitus nostras veniat serenae auctor ut pacis lacrimosa in orcum bella releget.“ (dt. Übersetzung: „Der Engel des Friedens, Michael, möge vom Himmel her in unsere Häuser kommen und als Urheber heiteren Friedens die tränenbringenden Kriege in die Unterwelt verbannen.“)
Der Erzengel ist im Fassadengefüge ähnlich wie an der Münchner Michaelskirche oder der Kirche St. Michael in Berg am Laim positioniert. Allerdings weicht er in St. Johann ikonografisch von den gängigen Michaelsdarstellungen ab. Während der Erzengel üblicherweise im Kampf um den wahren Glauben alles Böse dieser Welt in Gestalt des Satans mit der Kreuzes-Lanze tötet, ist in Saarbrücken St. Michael ohne Rüstung als energisch zur Gewaltlosigkeit mahnender Friedensengel dargestellt, der schützend seine Hand über die Stadt Saarbrücken und das Land an der Saar hält.
Die Entscheidung zur Konzeption der Erzengelplastik fällte der damalige Apostolische Delegat des Papstes im Saargebiet, Gustavo Testa, im Juni 1924. Dabei wurden Testa ein klassischer Entwurf der geplanten Michaelsstatue in kriegerischer und ein moderner in friedensbringender Manier ohne die bekannten Attribute wie Schwert, Lanze, Harnisch und Satansdrache vorgelegt. Testa entschied sich hierauf zur Ausführung des Entwurfes, der einen pazifistischen Geist atmet. Der Künstler Franz Lorch stellt den Erzengel als gerade vom Himmel Herabgestiegen dar. Aloys Echelmeyer schreibt im Jahr 1926 zur Konzeption der Statue:

„Ein schweres Werk, den Frieden nicht nur zu künden, sondern ihn auch zu schaffen. Und als Friedensschöpfer, auctor pacis, soll St. Michael erscheinen. Daher die wuchtige, kräftige, straffe Haltung, der markige, männliche Ernst der Züge, die ein starkes Wollen verraten. ‚Komm aus Himmelshöh´n hernieder‘. Der Künstler bringt den Gedanken dadurch zum Ausdruck, daß (sic!) der rechte Flügel noch nicht erdenwärts gesenkt ist. Er zeigt noch himmelwärts, dorthin, wo die seligen Geister in ewigem Frieden wohnen. Diesen Himmelsfrieden, den das ganze Bild atmet, will er der im Haß (sic!) zerrissenen Menschheit bringen. Die rechte Hand hebt er empor, sie scheint zu gebieten: ‚Halt dem Völkerhasse‘. Die Linke drückt mit wuchtiger Geste aus: ‚Nieder mit Unfrieden, Krieg und Mord‘, wie der Hymnus betet: Kriegsjammer bann´ zur Hölle. (...) Und  endlich: Wie viel Feindschaft und Haß (sic!) herrscht unter den Menschenkindern, unter Verwandten, Nachbarn und Bekannten. Auch diesen Feinden ruft St. Michael sein ‚Halt‘ entgegen. ‚Zur Hölle‘ mit Feindschaft und Haß! (sic!) Gebt Frieden und ihr habt einen Himmel auf Erden! Möge St. Michael es weit hinein verkünden in die Lande: Wo der Frieden wohnt, da weilt das Glück“

Auffallend kleine Fenster und schartenartige Öffnungen im Mauerwerk unterstreichen das Prinzip großgliedriger geschlossener Wandflächen.
Als Aufsätze über den Glockenstuben dienen deutlich expressionistisch geprägte eckige Turmhauben mit dreieckigen Öffnungen. Die ungewöhnlichen sarkophagähnlichen Aufsätze der Turmhauben werden in der kunsthistorischen Literatur als Reminiszenz an die Tatsache interpretiert, dass die Kirche auf einem ehemaligen Friedhof errichtet ist. Interessant ist, dass das Motiv der kristallinen Rücksprünge mit spitzwinklig-strahlenartigen Fensteröffnungen an den Turmhauben von St. Michael wenige Jahre später bei der Spitze des Chrysler Buildings (erbaut zwischen 1928 und 1930) in New York City in wesentlich gesteigerter Wirkung zur Anwendung kam.

### Inneres

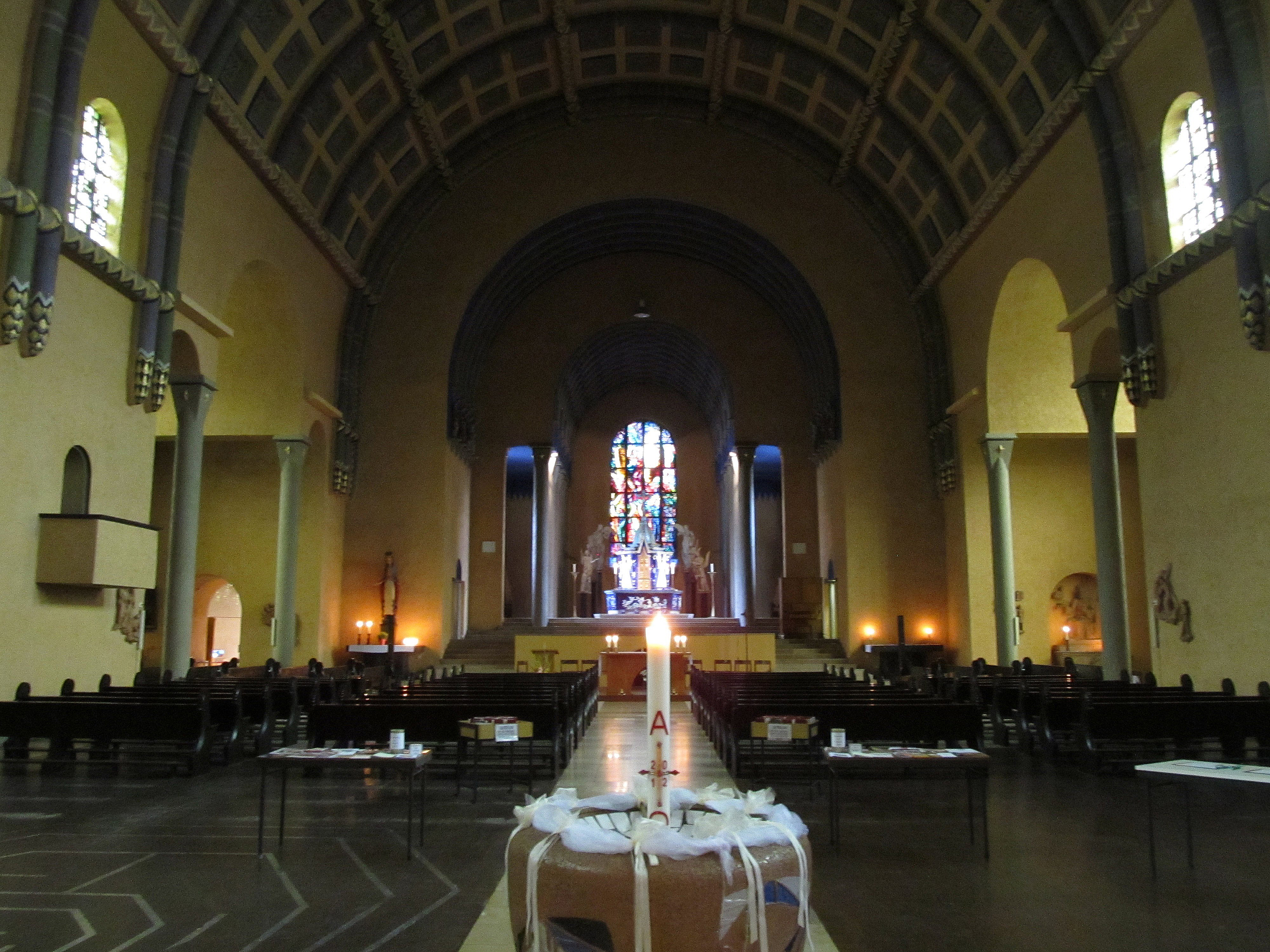
Saarbrücken-St. Johann, Michaelskirche, Inneres
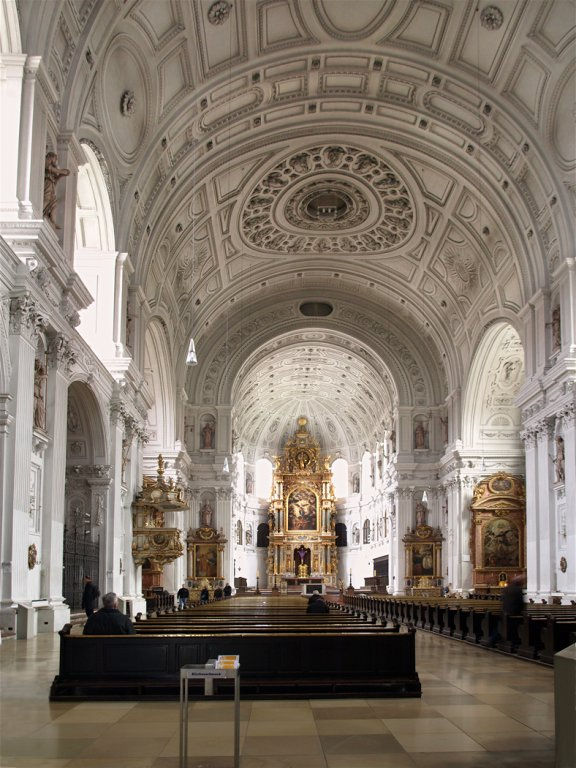
München, Michaelskirche, Inneres
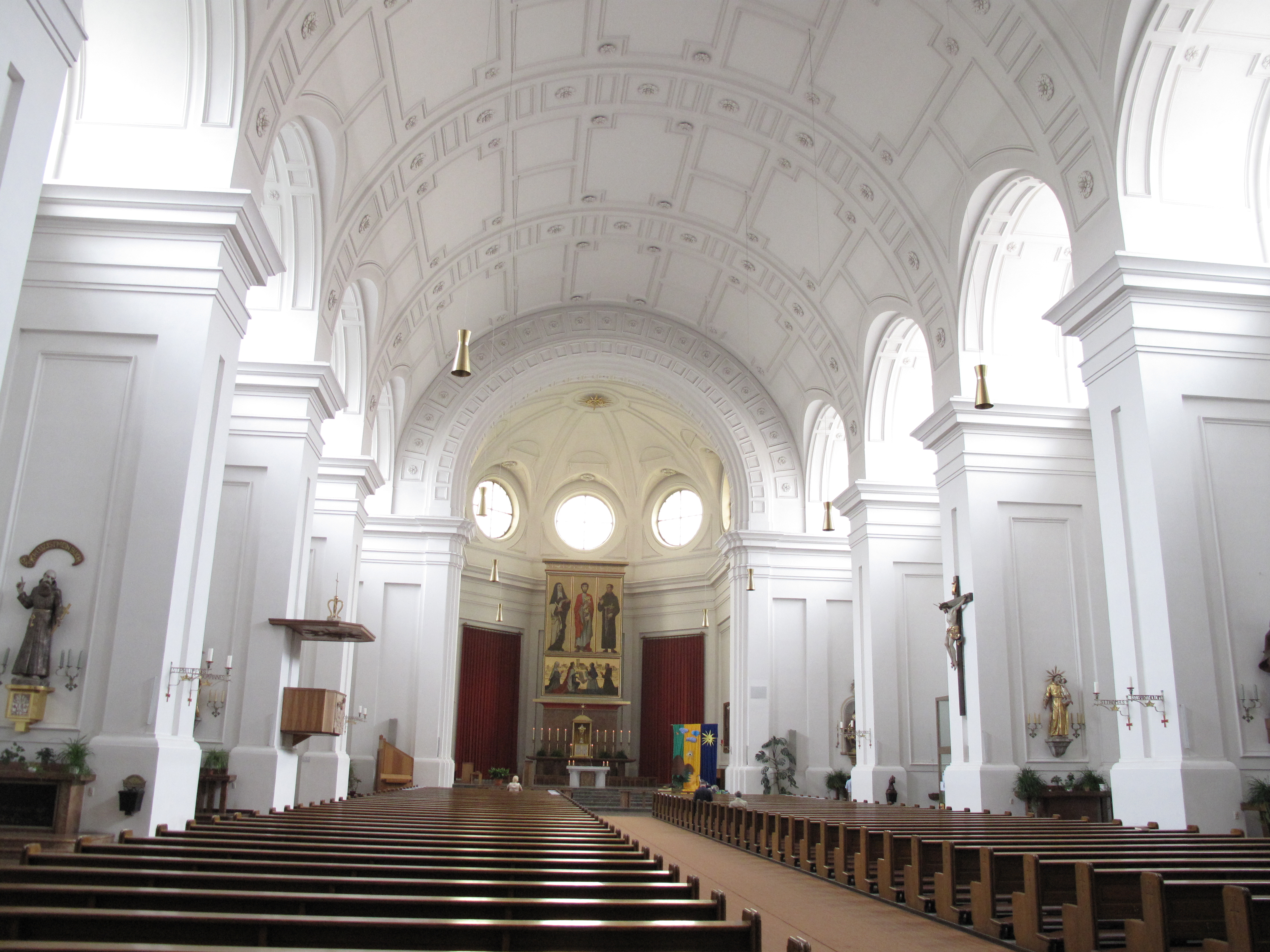
Innenraum der Kirche St. Joseph, München, Maxvorstadt
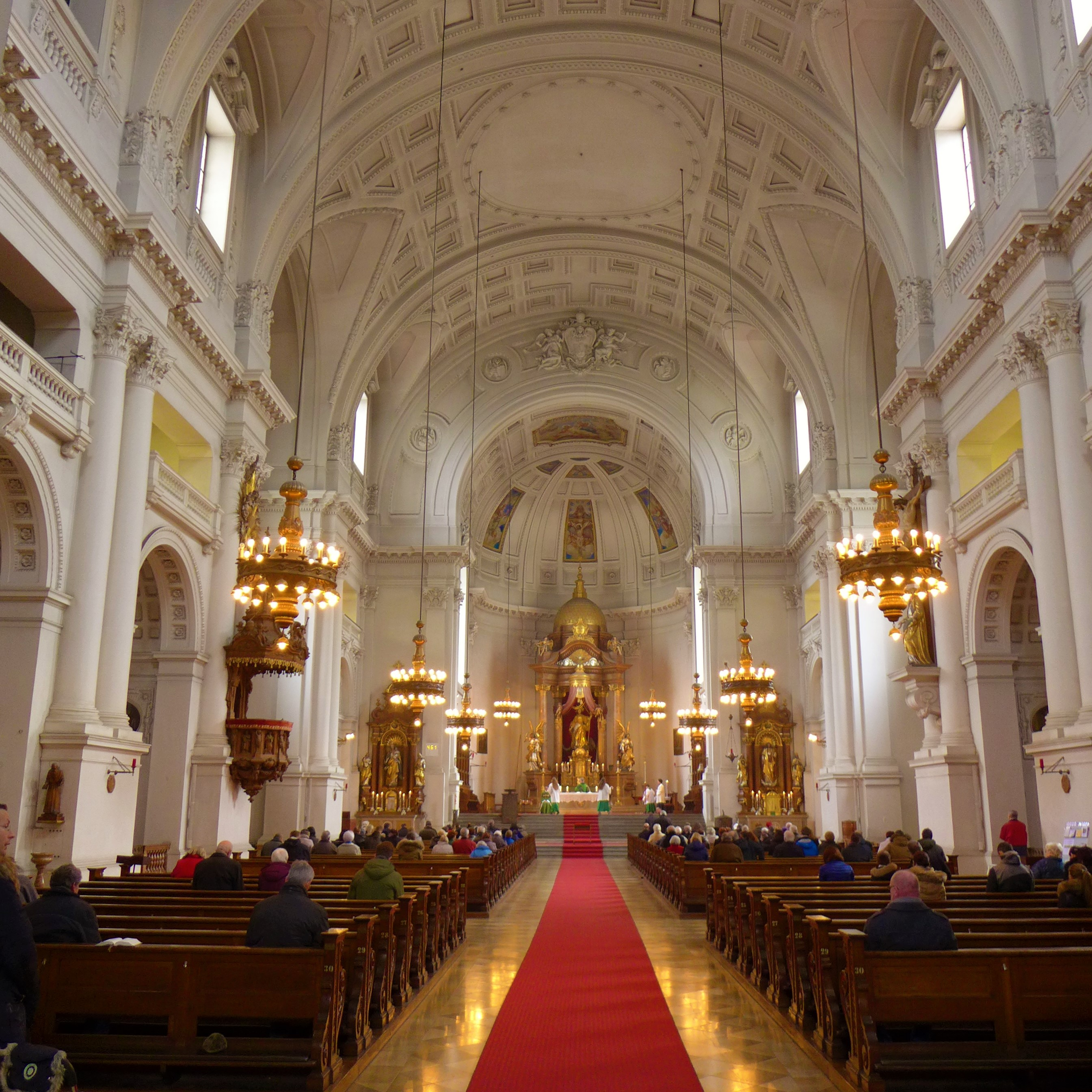
Neue Pfarrkirche St. Margaret (München), Sendling, Innenraum

Hinsichtlich der architektonischen Grundstruktur des Inneren lehnte sich Architekt Herkommer in abstrahierender Weise stark an die zwischen 1583 und 1597 errichtete Münchner Michaelskirche an. Als weitere Inspirationsquellen hinsichtlich des Innenraums könnten auch die im unmittelbaren zeitlichen Vorfeld errichteten Münchner Sakralbauten St. Joseph in der Maxvorstadt und die neue Sendlinger Margaretenkirche gedient haben.
Der Innenraum der St. Johanner Michaelskirche wird vom 19 m breiten und 19 m hohen Mittelschiff des fünfjochigen Langhauses beherrscht. Die kleinen Seitenjoche, durch kräftige Wandpfeiler unterteilt, wirken weniger wie Seitenschiffe im eigentlichen Sinn, sondern eher wie Kapellen. Das Mittelschiff ist von einem mächtigen Tonnengewölbe (lichte Höhe 19 Meter, Breite 18,7 Meter) überdeckt, das nach barocken Vorbildern in Rechteckfelder mit Kassetten eingeteilt ist. Da sich die ebenfalls rund überwölbten Querschiffe nur bis zum Ansatz der Hauptschiffwölbung öffnen, existiert keine Vierung. Wie beim vermutlichen Vorbild St. Michael in München weist der Innenraum auf beiden Seiten des Langhauses drei Kapellen auf. Auch die Spannweite des Langhauses orientiert sich mit annähernd 19 m an der der St.-Michaels-Kirche in München (20 m).
Das Vorchorjoch und der Chorraum (Breite: 12 m, Tiefe: 15 m) werden von sich jeweils verjüngenden eingezogenen Rundbögen überwölbt. Während der Chorraum wie beim Münchner Vorbild St. Michael ursprünglich apsidial schließen sollte, entschied sich Herkommer nach dem Krieg zu einem geraden Abschluss des Altarbereichs. Der gegenüber den Kirchenschiffen deutlich erhöhte Boden des Chorraums (2,2 m über dem Niveau des Langhauses), unter dem sich eine begehbare Krypta befindet, kann durch zwei symmetrische Treppen auf der linken und rechten Seite erreicht werden. Die Säulenstellung des Chorraums verschmälert den Altarbereich auf 7 m, um eine intimere Räumlichkeit zu erzielen. Das Motiv der eingestellten Chorraumsäulen verwendete Herkommer wenige Jahre später – diesmal in gotisierender Form – beim Bau der Heilbronner Augustinuskirche. Den kristallinen Sternenschmuck der Kapitelle verwendete Herkommer auch beim gleichzeitig mit St. Michael in Saarbrücken ausgeführten Erweiterungsbau der Heilig-Kreuz-Kirche in Hüttlingen am Rande der östlichen Schwäbischen Alb. Auch hier wurde der Altarbereich mit kristallinen Zickzack-Mustern ausgemalt.

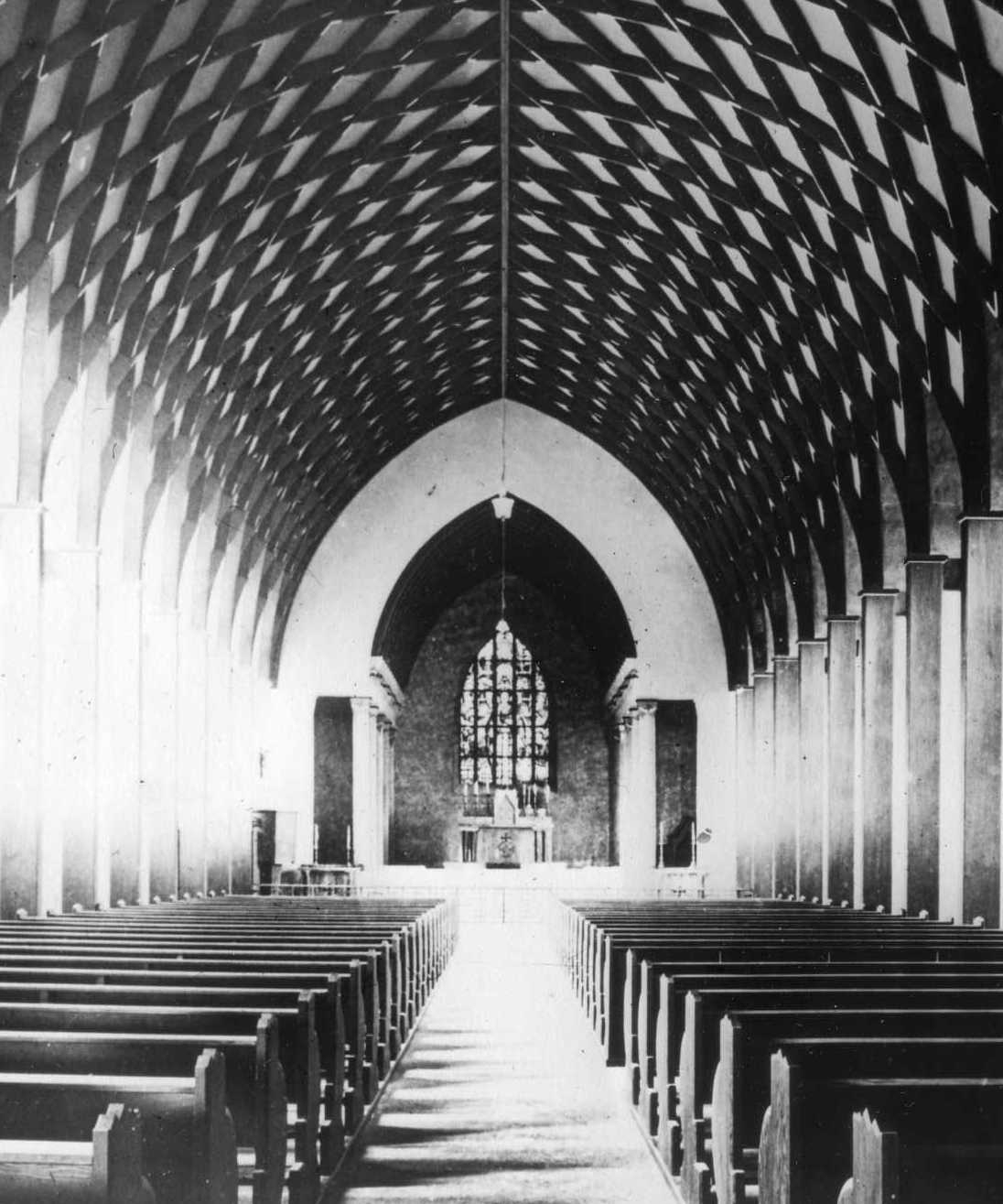
St. Augustinus in Heilbronn, 1926

Das beherrschende Architekturelement von St. Michael ist das Palladiomotiv. Nicht nur die Obergadenfenster sind nach diesem Motiv gestaltet, auch der Chorraum, die Gesamtform des Langhauses sowie die Querschiffe lassen das Motiv deutlich erkennen.

### Ausstattung

#### Altarraum

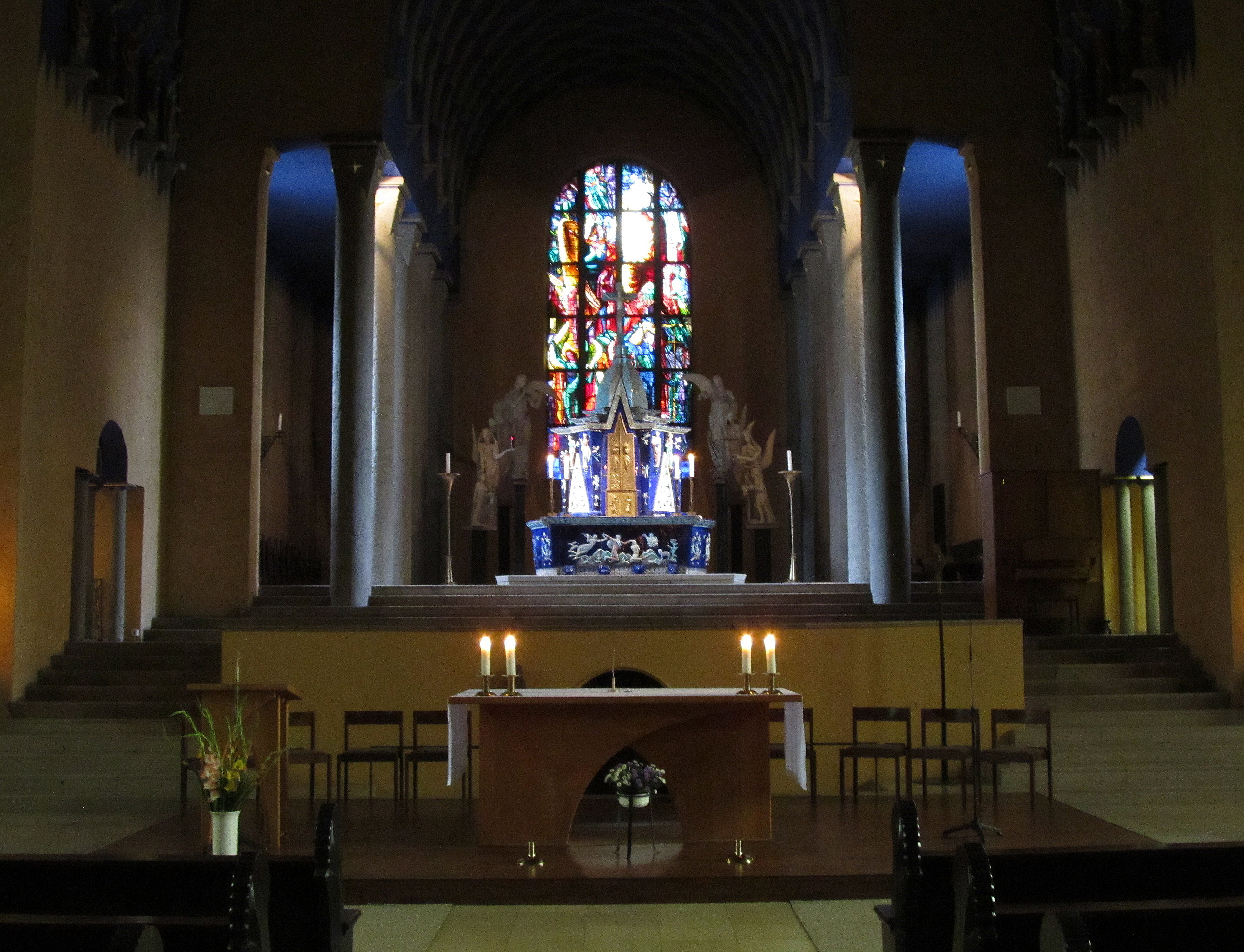
Michaelskirche, Altarbereich, Hochaltar im Hintergrund, Zelebrationsaltar im Vordergrund

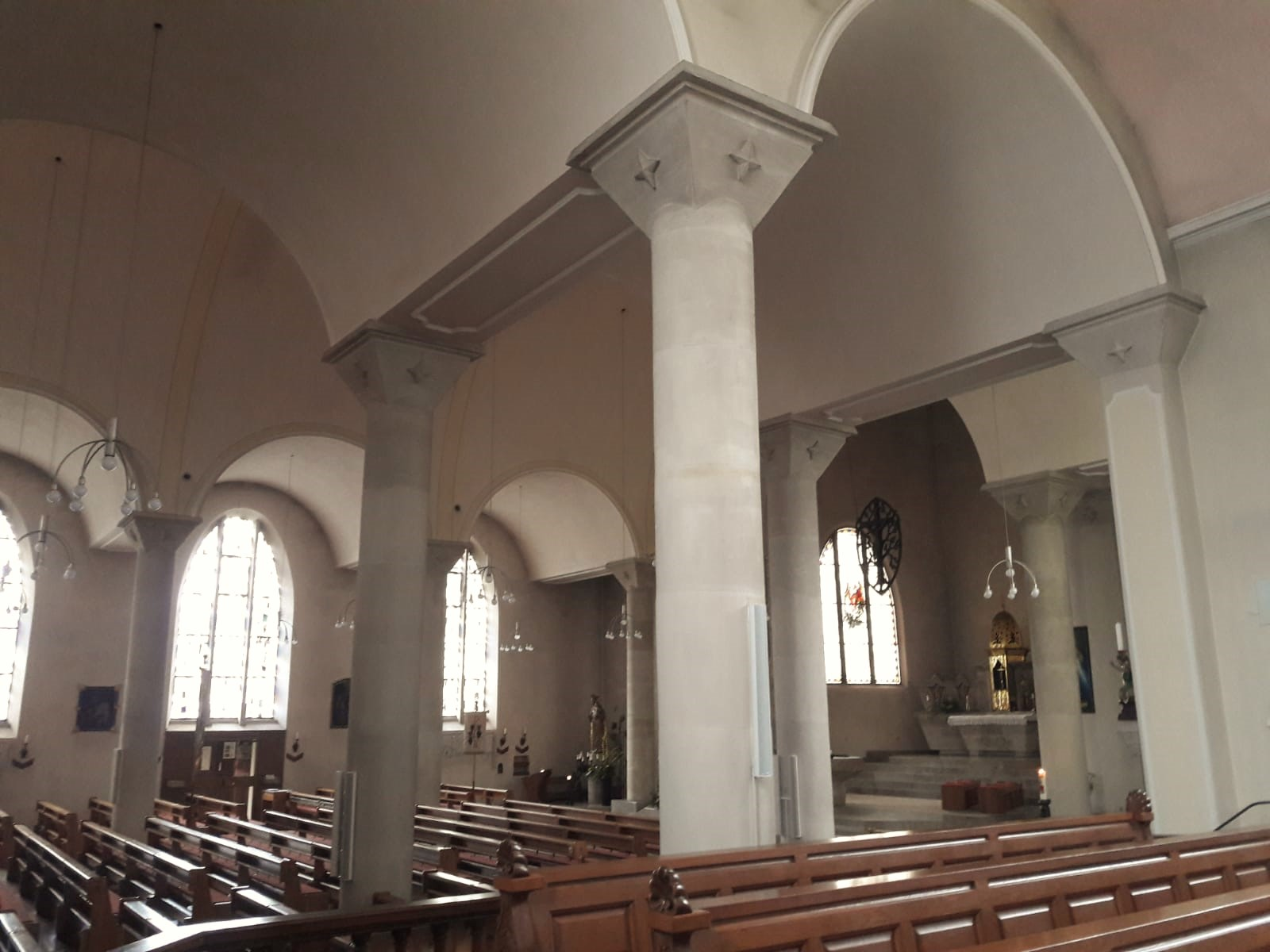
Heilig-Kreuz-Kirche in Hüttlingen, Blick vom Altbau in den Erweiterungsbau, Pfeiler mit Sternkapitellen wie in St. Michael

Durch die konzentrische Wiederholung der Tonnengewölbe im Hauptschiff wird der Blick des Betrachters auf den Altar gelenkt. Der Aufstieg zum Vorchor erfolgte über zwei Treppen mit jeweils 10 Marmorstufen, zwischen denen die vergoldete Kommunionbank aus Schmiedeeisen im Halbkreis vor einer Wand lag, die den Zugang zur Krypta aufnahm. Links und rechts des Krypta-Eingangs hingen handgewebte Bildteppiche der Stuttgarter Textilkünstlerin Beißwenger, die die Verkündigung an Maria und die Anbetung des Jesuskinds durch die heiligen Drei Könige darstellten. Nach weiteren fünf Stufen erreichte man die Höhe des eigentlichen Chors. Altar, Fenster und Engelsäulen waren aufeinander abgestimmt.

#### Engelssäulen
Die expressionistischen Engelssäulen wurden von dem Hanauer Künstler Reinhold Ewald gestaltet. Das vordere erste Engelpaar sollte die Gläubigen optisch zum Altargeschehen führen. Das zweite Engelpaar trug als Lichtträger das ewige Licht. Das dritte Engelpaar in der Achse des Altars sollte als Opferengel das Messopfer versinnbildlichen. Das vierte Engelpaar sollte als musizierende Engel zum Lobpreis Gottes aufrufen. Das fünfte Engelpaar stellte Cherubim und Seraphim als wissende und liebende Thronassistenten Gottes dar. Die Engelpaare stehen vorne weit auseinander und sind auf niedrigen Säulen postiert, während sich die hinteren Engelpaare dem Altar nähern und auf stetig steigenden Säulen stehen. Sie stehen in Verbindung zum zentralen Altarfenster. Heute sind von den zehn Engeln nur noch sechs aufgestellt.
Die Engelsäulen von Ewald erinnern in ihrer Anordnung an barocke Altarfigurenkompositionen. Eventuell könnten sie aber auch von den Engelsäulen des Kölner Bildhauers Friedrich Wilhelm Mengelberg am neoromanischen Hochaltar in St. Severin in Köln inspiriert sein, die um den Schrein mit den Reliquien des heiligen Severin von Köln aufgestellt wurden (Entwurf 1888, Fertigstellung 1893).

#### Altarfenster
Das 7 m hohe und 3 m breite, ebenfalls von Reinhold Ewald entworfene Altarfenster thematisierte in glühenden Farben den Kirchenpatron St. Michael, wie er die Anliegen der Menschen, die im Messopfer ihren Kulminationspunkt finden, zum Thron Gottes emporträgt. Ebenfalls zeigte das Fenster den Erzengel als Bezwinger des Bösen in Gestalt des Satansdrachens und als Seelenrichter mit Waage beim Jüngsten Gericht. Das Fenster wurde von dem renommierten Berliner Unternehmen Vereinigte Werkstätten für Mosaik und Glasmalerei Puhl & Wagner – Gottfried Heinersdorff ausgeführt.

#### Hochaltar

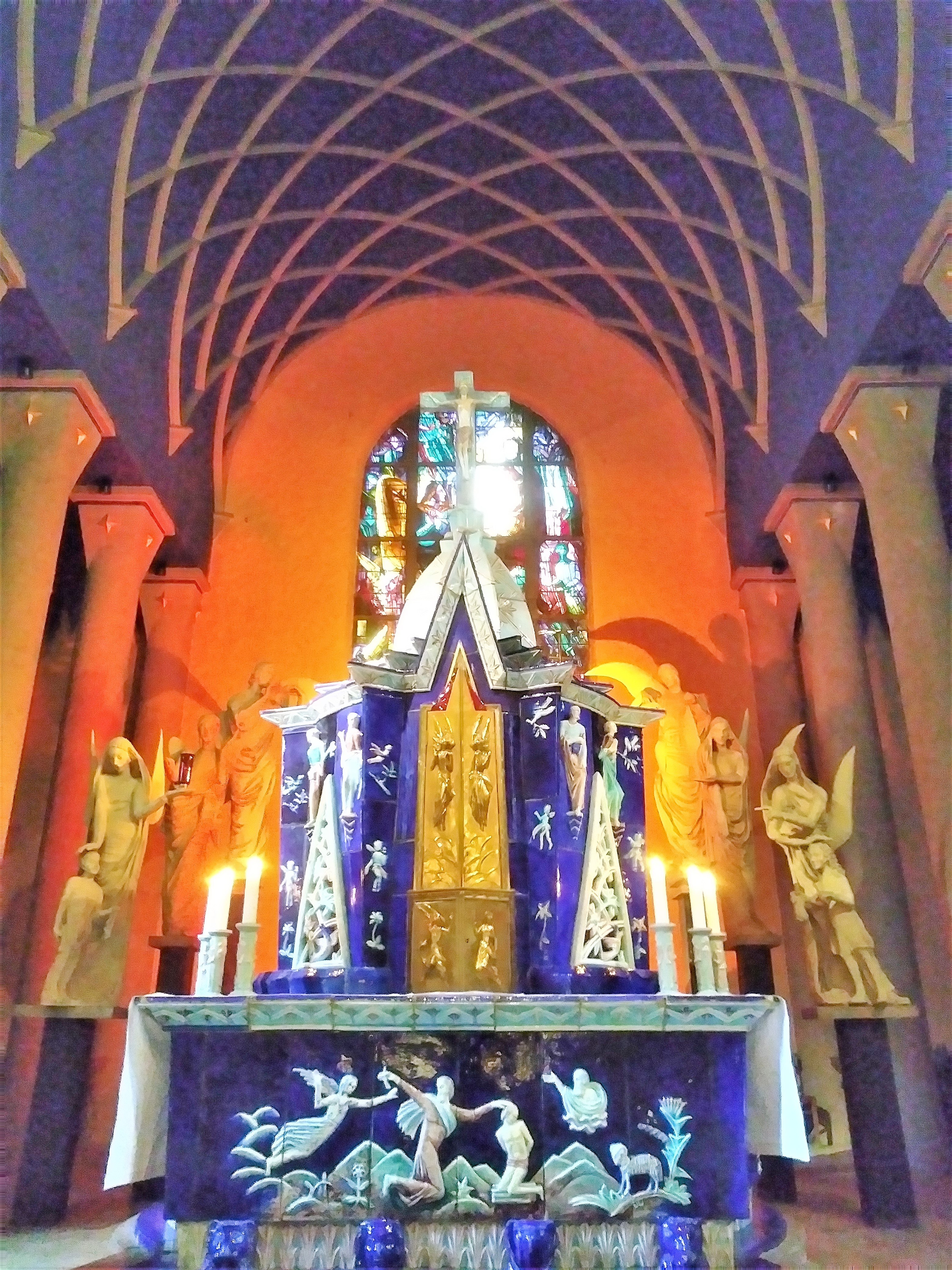
Hochaltar

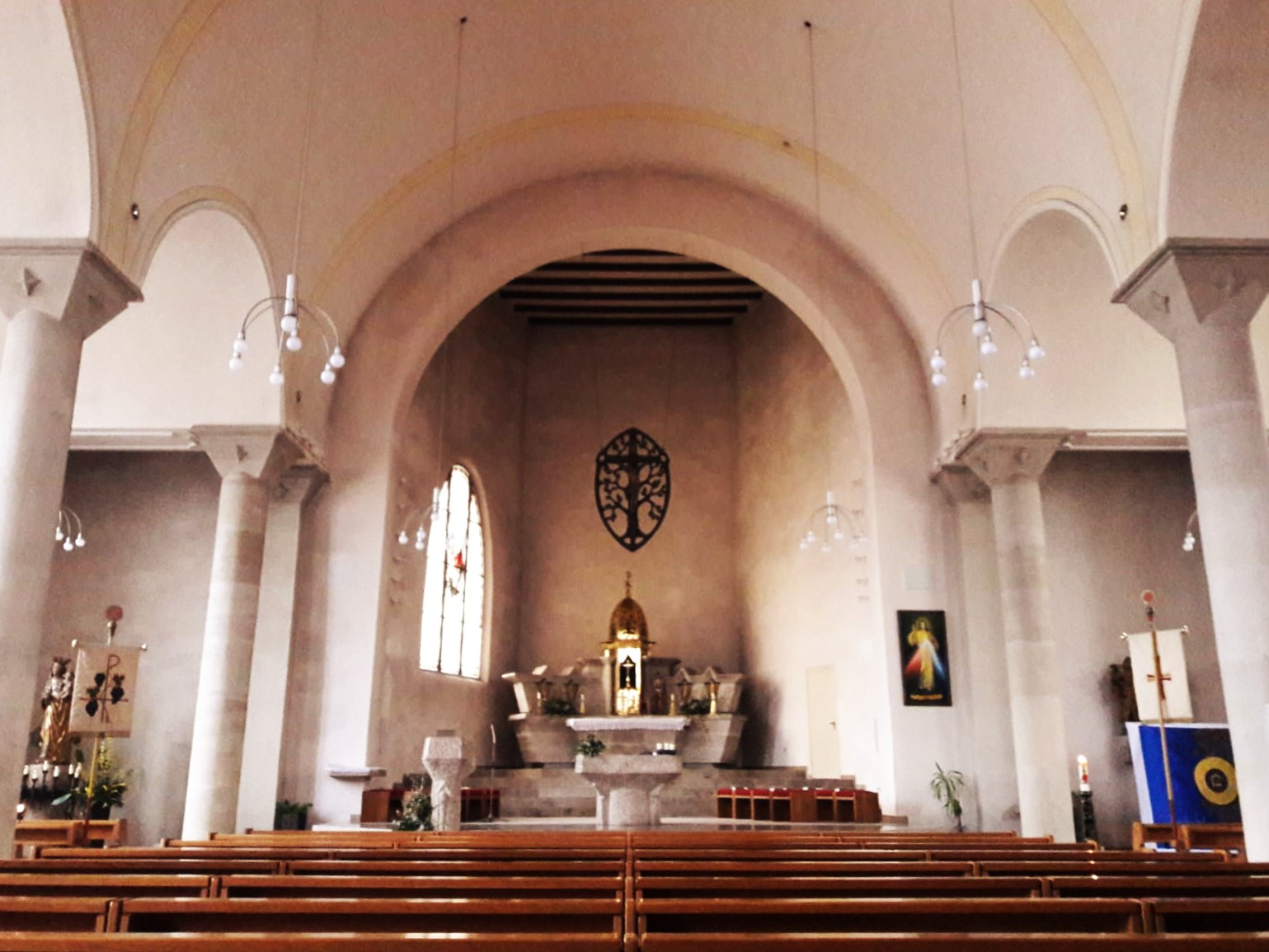
Heilig-Kreuz-Kirche in Hüttlingen (errichtet in den Jahren von 1921 bis 1923), Blick zur Apsis des Erweiterungsbaues mit Hochaltar von Hans Herkommer

Der blau-weiße Majolika-Altar, der zum Zeitpunkt der Einweihung der Kirche noch nicht fertiggestellt war, wurde als dreistufiger kristalliner Rundbau mit Nischen, bugartigen Vorsprüngen, hoher, kreuzbekrönter Faltkuppel sowie flankierenden Engelssäulen nach dem Entwurf des Architekten Herkommer gestaltet. Die plastische Ausarbeitung entwarf der Karlsruher Bildhauer Emil Sutor. Das Werk wurde vom saarländischen Unternehmen Villeroy & Boch in dessen Werk in Dänischburg gefertigt.
Farbwahl
Der von Strahlendblau bis Zartgrün changierende Farbton des glasierten Altares nimmt Bezug auf die ursprüngliche Farbgebung des Chorbereiches und des Apsisfensters in verschiedenen Blautönen.
Zeltsymbolik
Insgesamt soll der Aufbau des Tabernakelaltars an den alttestamentlichen Mischkan, das Stiftszelt (lat. ‚Tabernaculum‘), erinnern, das nach dem Zeugnis des Tanach, der jüdischen Bibel, vom Volk Israel auf seiner Wanderung nach dem Auszug aus Ägypten mitführt wurde, bevor man ein permanentes Zentralheiligtum in Jerusalem errichtete. Alttestamentliche Zeltwohnung und Optertisch sind in St. Michael zu einer Einheit verschmolzen. Der Altar umgibt von allen Seiten den Tabernakelaufbau wie ein Kranz. Die von allen Seiten begehbare, zentrische Konzeption des Hochaltares nimmt dabei räumlichen Bezug auf den großen Chorbereich der Michaelskirche, wobei Chorfenster und Altar theologisch-ikonographisch zusammengehören. Die Engelreihen um und hinter dem Altar sind so gedacht, dass sie zwischen Altar und Fenster räumlich-optisch vermitteln.
Basis
Die Basis des Altares bildet ein Blätterwerk, aus dem vier Köpfe hervorlugen. Die Köpfe symbolisieren die in der Gottesvision des Propheten Ezechiel geschilderten vier Adoranten vor Gottes Thron (Hes 1,4–28 ), die auch vom Autor der neutestamentlichen Apokalypse übernommen wurden (Offb 4,6–8 ). Von links nach rechts sind dies: Ein Löwe, ein geflügelter Mensch, ein Adler sowie ein Stier. Laut Zeugnis der Bibel verkünden die dargestellten himmlischen Wesen die Heiligkeit Gottes. Sie werden in der christlichen Theologie mit den vier Evangelisten Johannes, Lukas, Markus und Matthäus in Verbindung gebracht. Das menschengesichtige Wesen steht dabei für die Menschwerdung Jesu, das stiergesichtige Wesen für seinen Opfertod, das löwengesichtige Wesen für die Auferstehung sowie das adlergesichtige Wesen für Jesu Rückkehr zum Vater.
Stipes
Der Stipes der Mensa thematisiert die durch Gott verhinderte Opferung Isaaks durch Abraham. Dornen und Disteln entsprießen dem staubig-steinigen Boden in der dargestellten Szene. Sie nehmen damit Bezug auf die Verfluchung Adams – und mit ihm nach katholischem Verständnis die der ganzen Menschheit – nach dem Sündenfall (Gen 3,17–19 ):

„Zum Menschen sprach er (Gott): Weil du (...) von dem Baum gegessen hast, von dem ich dir geboten hatte, davon nicht zu essen, ist der Erdboden deinetwegen verflucht. Unter Mühsal wirst du von ihm essen alle Tage deines Lebens. Dornen und Disteln lässt er dir wachsen und die Pflanzen des Feldes wirst du essen. Im Schweiße deines Angesichts wirst du dein Brot essen, bis du zum Erdboden zurückkehrst; denn von ihm bist du genommen, Staub bist du und zum Staub kehrst du zurück.“

Diese Sündenbehaftetheit der Menschheit durch die Erbsünde – so die Konzeption des Altares – soll durch das Messopfer des Priesters abgewaschen und in Heiligkeit verwandelt werden. Das Distelmotiv bestimmt die gesamte stachelig-gezackt-kristalline Ausgestaltung des Altares und gipfelt in der Faltkuppel, die nach dem Vorbild einer geschlossenen Distelblüte gestaltet ist, deren heraussprossenden Blütenblätter durch das Kreuz Christi an der Spitze symbolisiert sind. Die theologische Aussage lautet dabei, dass Jesus Christus am Kreuz den Fluch der Paradiesesschuld gebannt, den Tod der Menschheit durch seinen eigenen Tod besiegt hat.
Während Abraham mit seiner Linken den Kopf seines einzigen (legitimen) Sohnes zurückdrückt, um ihm mit dem Messer seiner Rechten die Kehle aufzuschneiden, hindert ihn ein herbeifliegender Engel daran. Gottvater erscheint rechts neben der Opferszene in einer Wolke und scheint ebenfalls mit seiner erhobenen Rechten in das Geschehen verhindernd eingreifen zu wollen. Ganz rechts befindet sich bereits der Widder, der anstelle Isaaks geopfert werden wird. Die alttestamentliche Szene soll auf das Messopfer und den Kreuzestod Jesu hinweisen. Die Darstellung des Abrahamsopfers verweist als alttestamentliche Präfiguration sowohl auf das Kreuzesopfer Jesu als auch auf die Umwandlung des blutigen Tieropfers im Jerusalemer Tempel durch das letzte Abendmahl Jesu in ein unblutiges, vegetarisches Gemeinschaftsmahl. Der Abrahamssohn Isaak wird hier sowohl als Vorläufer des Gottessohnes Jesus als auch als Sinnbild der geretteten Menschheit gedeutet. Wie der Widder stellvertretend für Isaak stirbt, opfert sich Jesus für die sündenbeladene Menschheit am Kreuz. Sein Kreuzopfer vollzieht sich nach Lehre der katholischen Kirche mit jedem Messopfer in unblutiger Weise auf dem Altar während der Eucharistie. Was auf dem Stipesbild als verhülltes Vorbild dargestellt ist, erfüllt sich als stetige Erneuerung auf der Mensa während der Wandlung von Brot und Wein in Leib und Blut Christi tatsächlich, so die Idee des Künstlers.
Altaraufsatz
Die sieben pfeilerartigen Vorsprünge des Altares sowie der hohe Aufbau sind Bezugnahmen auf die Einladung der göttlichen Weisheit zum himmlischen Gastmahl im Buch der Sprichwörter (Spr 9,1–5 ):

„Die Weisheit hat ihr Haus gebaut und ihre sieben Säulen behauen. Sie hat ihr Vieh geschlachtet, ihren Wein gemischt und ihren Tisch bereitet und sandte ihre Mägde aus, zu rufen oben auf den Höhen der Stadt: ‚Wer noch unverständig ist, der kehre hier ein!‘, und zum Toren spricht sie: ‚Kommt, esst von meinem Brot und trinkt von dem Wein, den ich gemischt habe!‘“

Zwischen den sieben Pfeilern befinden sich, durch weiß glasiertes keramisches Gitterwerk verschlossenen, sechs spitzwinklige Altarnischen sowie die Tabernakeltür mit darüberliegender Expositoriumsnische.
Die Nischen werden von je zwei Aposteln als Wächterfiguren und Vorbilder des christlichen Priestertums flankiert und waren innen mit karminrotem Seidenstoff ausgeschlagen. Eine künstliche Beleuchtung sollte so den Eindruck eines rotglühenden Innenraumes erzeugen.
Der Mensa-Aufsatz ist dekoriert mit Blumen, umherschwirrenden Vögeln sowie kleinen Engeln. Sie stehen symbolisch für die Wiederherstellung des vom Menschen zerstörten paradiesischen Urzustandes durch Jesus Christus. Noahs Taube mit dem Ölivenzweig (Gen 8,11 ) symbolisiert den neuerworbenen Frieden zwischen Gott und Menschheit, der durch den Friedensbringer Jesus Christus ermöglicht wurde. Die Darstellung der zahlreichen Vögel und die behausungsartige Gestaltung des Altaraufbaues bezieht sich auf den eucharistischen Psalm (Ps 84,2–5 ):

„Wie liebenswert ist deine Wohnung, du Herr der Heerscharen! Meine Seele verzehrt sich in Sehnsucht nach den Vorhöfen des Herrn. Mein Herz und mein Fleisch, sie jubeln dem lebendigen Gott entgegen. Auch der Sperling fand ein Haus und die Schwalbe ein Nest, wohin sie ihre Jungen gelegt hat – deine Altäre, Herr der Heerscharen, mein Gott und mein König. Selig, die wohnen in deinem Haus, die dich allezeit loben.“

Tabernakel

Tabernakel und Expositoriumsnische sind durch hochglanzpolierte Metalltüren aus Treibarbeit verschlossen. Die Aussetzungsnische ist innen mit Majolika-Goldplatten ausgegleidet. Die hochglänzende Glasur und das Metall erzeugen durch künstliche Beleuchtung ein mystisches Funkeln. Die Darstellung auf der Tabernakeltür thematisiert die Verkündigung der Geburt Jesu an Maria durch den Erzengel Gabriel. Links ist der himmlische Bote und rechts die Jungfrau Maria dargestellt. Die Verkündigung der Geburt Jesu nimmt Bezug auf die Verkündigung der Geburt Isaaks, der unten auf dem Stipes zu sehen ist, durch einen Engel. Der Fingerzeig des Erzengels Gabriel auf der Tabernakeltür weist auf den gekrönten Gekreuzigten an der Spitze des Altaraufbaues hin und visualisiert damit die im Lukasevangelium formulierte Bestimmung des Messias Jesus (Lk 1,32–33 ): 

„Er wird groß sein und Sohn des Höchsten genannt werden. Gott, der Herr, wird ihm den Thron seines Vaters David geben. Er wird über das Haus Jakob in Ewigkeit herrschen und seine Herrschaft wird kein Ende haben.“

Die Menschwerdung Jesu durch Maria, das Herabsteigen Gottes in den Schoß der Jungfrau, entspricht dem Herabsteigen Gottes auf den Altar im Messopfer, der Gestaltwerdung Jesu Christi im eucharistischen Geschehen, so die ikonographisch-theologische Konzeption.
Kuppel
Über der hohen Faltkuppel erhebt sich das Kreuz Christi. Dabei ist Jesus hier nicht als leidender Gottesknecht, sondern als Sieger über Sünde, Leiden und Tod dargestellt. Sein Haupt ist nicht mit einer traditionellen Dornenkrone umwunden, sondern von einer Königskrone geziert. Ebenso sind Jesu Arme in der Position eines triumphierenden Siegers nach einem erfolgreichen Kampf erhoben. Damit wird ein direkter Bezug genommen zum damals neugeschaffenen kirchlichen Hochfest Christkönigsfest (lateinisch Sollemnitas Domini Nostri Iesu Christi Universorum Regis ‚Hochfest unseres Herrn Jesus Christus, des Königs des Weltalls‘), das durch Papst Pius XI. mit seiner Enzyklika Quas primas vom 11. Dezember 1925 anlässlich des Heiligen Jahres 1925 zur 1600-Jahr-Feier des Konzils von Nicäa im Jahr 325 eingesetzt worden war.
Parallelen
Der Altar von St. Michael weist in Einzelformen gewisse Ähnlichkeit zum gleichzeitig von Herkommer für die katholische Heilig-Kreuz-Kirche in Hüttlingen entworfenen Altar auf. In Hüttlingen fehlen allerdings die Engelsäulen, und der Altar wirkt in seinem Grundriss traditioneller als der in Saarbrücken. Der unkonventionelle polygonale, turmartige Aufbau des Altares und seine blaue Farbgebung zeigen Parallelen zum neogotischen Hochaltar der Klosterkirche Bonlanden, den die renommierte Bildhauerwerkstatt Johann Nepomuk Meintel in Horb am Neckar im Jahr 1866 angefertigt hatte.

#### Marienkapelle
Für die Marienkapelle gestaltete der Bildhauer Franz Lorch ein Madonnenbildwerk. Das Tauffenster (Taufe Jesu im Jordan) schuf der Stuttgarter Maler Rudolf Kuhn. Die Ausführung besorgte die Stuttgarter Werkstatt Saile.

#### Kreuzweg
Die Stationen des Kreuzweges, die an den Seitenschiffwänden der Michaelskirche angebracht sind, schuf Franz Lorch im Jahr 1929.

#### Therese-von-Lisieux-Altar
Der Altar der Kapelle im rechten Seitenschiff ist Therese von Lisieux gewidmet. Der Künstler Berthold Müller-Oerlinghausen thematisierte im Jahr 1931 das Leben der Heiligen in 16 quadratischen Treibarbeiten aus Metall. Die mittlere große Platte zeigt Therese und Jesus Christus in mystischer Vereinigung. Jeweils zwei Bildgruppen flankieren in querrechteckiger Anordnung das große quadratische Mittelbild. Der Künstler stellt folgende Szenen dar:
Linke Seite (zeilenweise von links nach rechts):
1) Therese als kleines Mädchen im Kreise ihrer Familie
2) Therese wird von einem geistigen Leiden durch das Lächeln einer Marienstatue geheilt.
3) Die fünfzehnjährige Therese bitte Papst Leo XIII. um die Aufnahme in den Karmelitenorden.
4) Therese wählt Jesus Christus zu ihrem mystischen Bräutigam.
5) Therese überzeugt ihren Vater Louis Martin, ihr den Eintritt in den Karmelitenorden zu erlauben.
6) Therese im Boot auf dem See mit dem schlafenden Jesus (vgl. Mk 4,35–41 )
7) Therese in Verehrung der Gräber der heiligen Jungfrauen Katharina von Siena, Agnes von Rom und Cäcilia von Rom
8) Therese nimmt Abschied von ihrer Schwester Céline.
Rechte Seite (zeilenweise von links nach rechts):
1) Therese tritt in den Karmel von Lisieux ein.
2) Therese malt im Kloster Bilder, während sie mystisch von Jesus in ihrer Begabung unterstützt wird.
3) Therese unterrichtet drei Novizinnen.
4) Jesus Christus ruft die schwer an Tuberkulose erkrankte Therese zu sich.
5) Am Tag der Profess, am 8. September 1890, vermählt sich Therese mystisch mit Jesus Christus.
6) Die Priorin des Karmel – Thereses Schwester Pauline (Agnes de Jesus) bittet Therese, für Priesteramtskandidaten zu beten.
7) Therese liest das Alte Testament und fasst den Entschluss, den „kleinen Weg“ nach dem Leitspruch „Mein Weg zu Gott ist Liebe, Hingabe und Vertrauen“ zu gehen. Die abgebildete Taube des Heiligen Geistes symbolisiert ihre göttliche Inspiration.
8) Jesus Christus pflückt Therese als „kleine Blume“, wie sich Therese selbst in einem Gedicht bezeichnet hatte.

#### Ausmalung
Die Ausmalung erfolgte unter der Leitung des Karlsruher Kirchenmalers Franz Schilling, der durch seine Arbeiten in St. Wendel die Saarbrücker Auftraggeber überzeugt hatte. Wegen mangelnder finanzieller Mittel kam nur eine einfache, farblich dekorative Raumstimmung in Frage. Zu einem späteren Zeitpunkt sollte sie durch eine reichere Ausmalung ersetzt werden. Für das Tonnengewölbe orientierte man sich an der Gestaltung eines Teppichs, um die architektonische Gliederung zu unterstützen. Die Kapellen erhielten einen einfachen Grundton ihrer zukünftig reich gedachten Ausmalung jeweils in blau, grün, rot und violett.

#### Kunstschmiedearbeiten
Die Apostelleuchter wurden aus den Initialen und Symbolen der jeweiligen Apostel in Zusammenstellung von vegetabilen Ranken gebildet. Das große Eingangstor setzte sich zusammen aus einer großen Kreuzform, in deren Winkelfelder ein Gespinst aus Kreisen, Kreuzen und Dreiecken wie eingewebt erscheint.

### Ausführende Bauhandwerker beim Bau der Michaelskirche
Folgende Unternehmen waren beim Bau und der Ausgestaltung der Kirche beteiligt:
- Hubert Rauwald GmbH (Saarbrücken): Aushub-, Beton-, Maurer- und Eisenbetonarbeiten
- T. Kleineher Söhne (Saarbrücken): Zimmererarbeiten
- Josef Nolte (Saarbrücken): Dachdeckerarbeiten
- Ludwig Wagner (Saarbrücken): Klempnerarbeiten
- Vereinigte Steinmetz- und Bildhauerwerkstätten Saarbrücken: Steinmetzarbeiten
- Vereinigte Steinmetz- und Bildhauerwerkstätten Saarbrücken, Johann Wolf, Josef Lerch (alle Saarbrücken): Gipserarbeiten
- Saarwerkstätten für Holzindustrie Fritz Bohle (Dudweiler): Schreinerarbeiten
- Julius Nisch Söhne, P. Braun, Albert Philippi (alle Saarbrücken): Malerarbeiten
- August Jaeckel, Johann Kempf (beide Saarbrücken): Elektrische Installationsarbeiten
- Heinrich Wehlen (Saarbrücken): Schlosserarbeiten
- Gebrüder Bergem, Heinrich Wehlem (beide Saarbrücken): Kunstschmiedearbeiten
- Franz Brockhoff (Saarbrücken): Holzfenster
- Angel & Cie. (Saarbrücken): Bleiverglasungen
- Josef Köhl-Rosch (Saarbrücken), Saarbrücker Asbestfußbodenwerke GmbH (Saarbrücken), Hermann Stettiner & Co. (Stuttgart), Ingenieur Biehling (Saarbrücken): Fußbodenbelag
- Theodor Mahr Söhne (Aachen): Luftheizungsanlage
- V. Saile, Atelier für Glasgestaltung (Stuttgart): Johannisfenster
- Vereinigte Werkstätten für Mosaik und Glasmalerei Puhl & Wagner – Gottfried Heinersdorff (Berlin-Treptow): Chorfenster
- Villeroy & Boch (Dänischburg bei Lübeck): Altarkeramik
- Vereinigte Steinmetz- und Bildhauerwerkstätten Saarbrücken: Figuren-Abgüsse
- Staatliche Höhere Fachschule für Edelmetallindustrie (Schwäbisch Gmünd): Altargeräte
- Kunstgewerbliche Werkstätte Holbein (Schwäbisch Gmünd): Metallarbeiten der Beleuchtungskörper
- Gebr. Späth Orgelbau (Ennetach): Orgel
- Holzbearbeitungs-Werke Schneider & Kaulen AG (Saarbrücken): Beichtstühle
- Glockengießerei Otto (Hemelingen): Glocken
- B. Seibert (Saarbrücken): Glockeninstallation

## Orgel

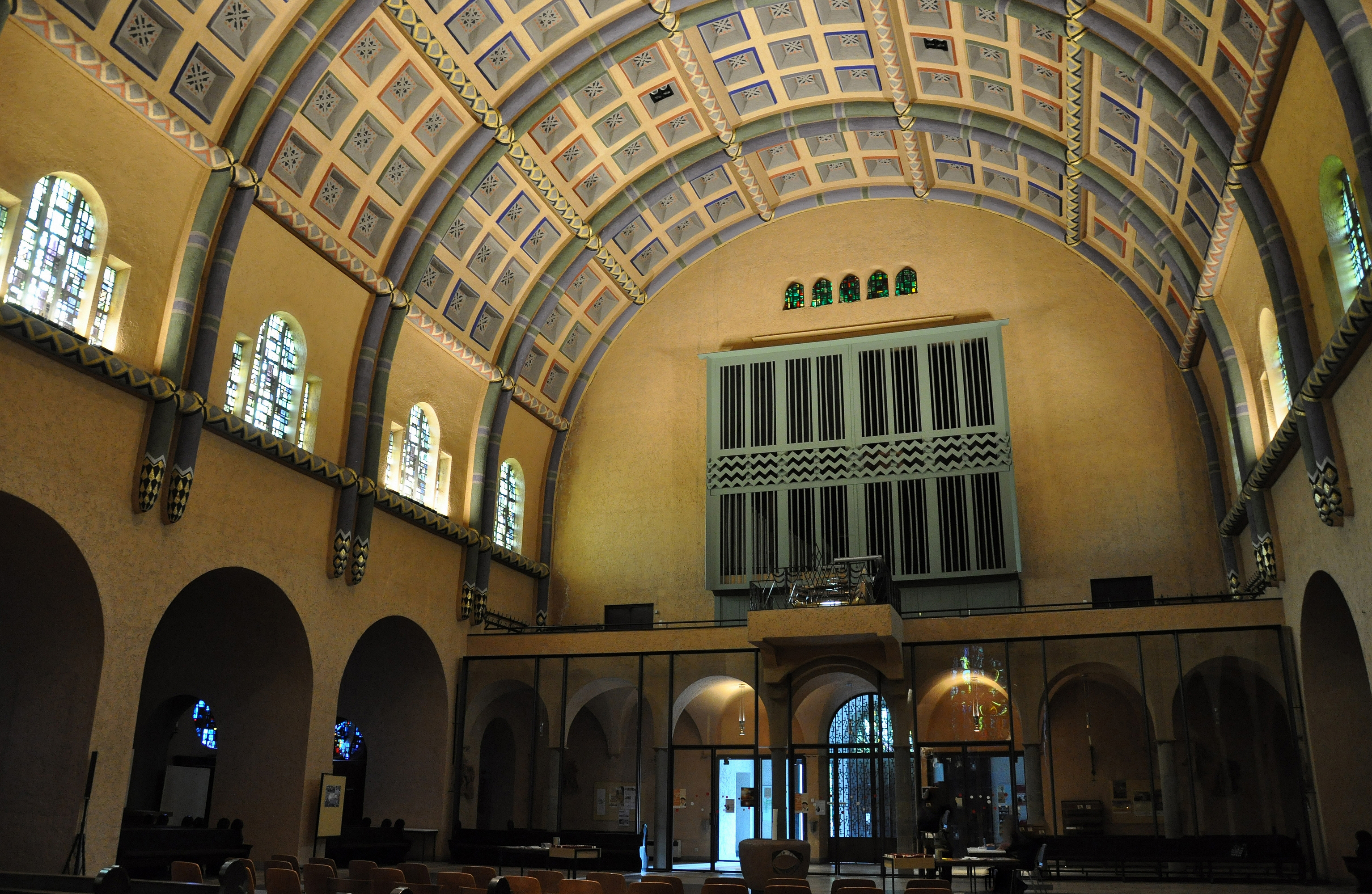
Blick zur Orgelempore
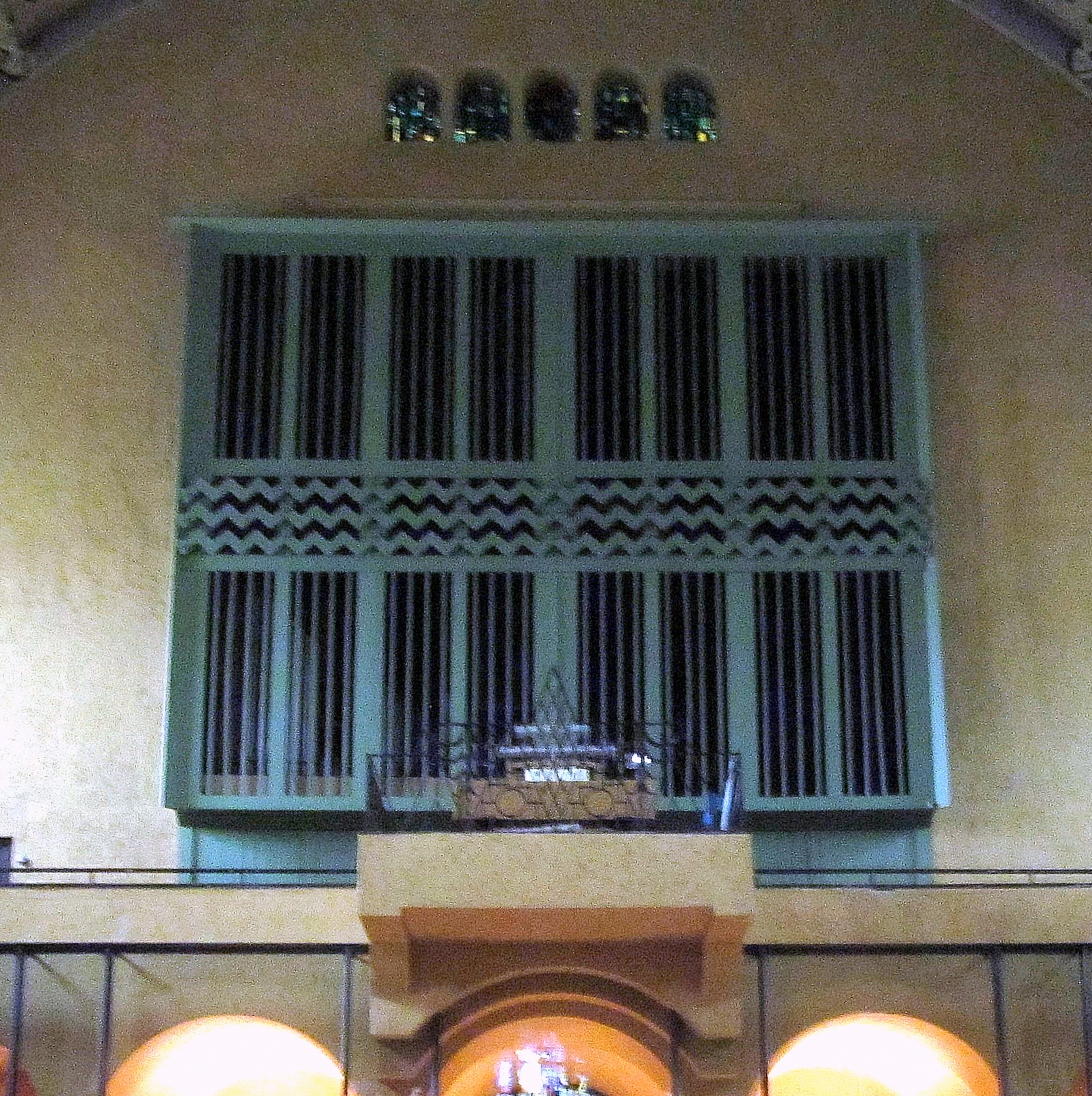
Orgelprospekt
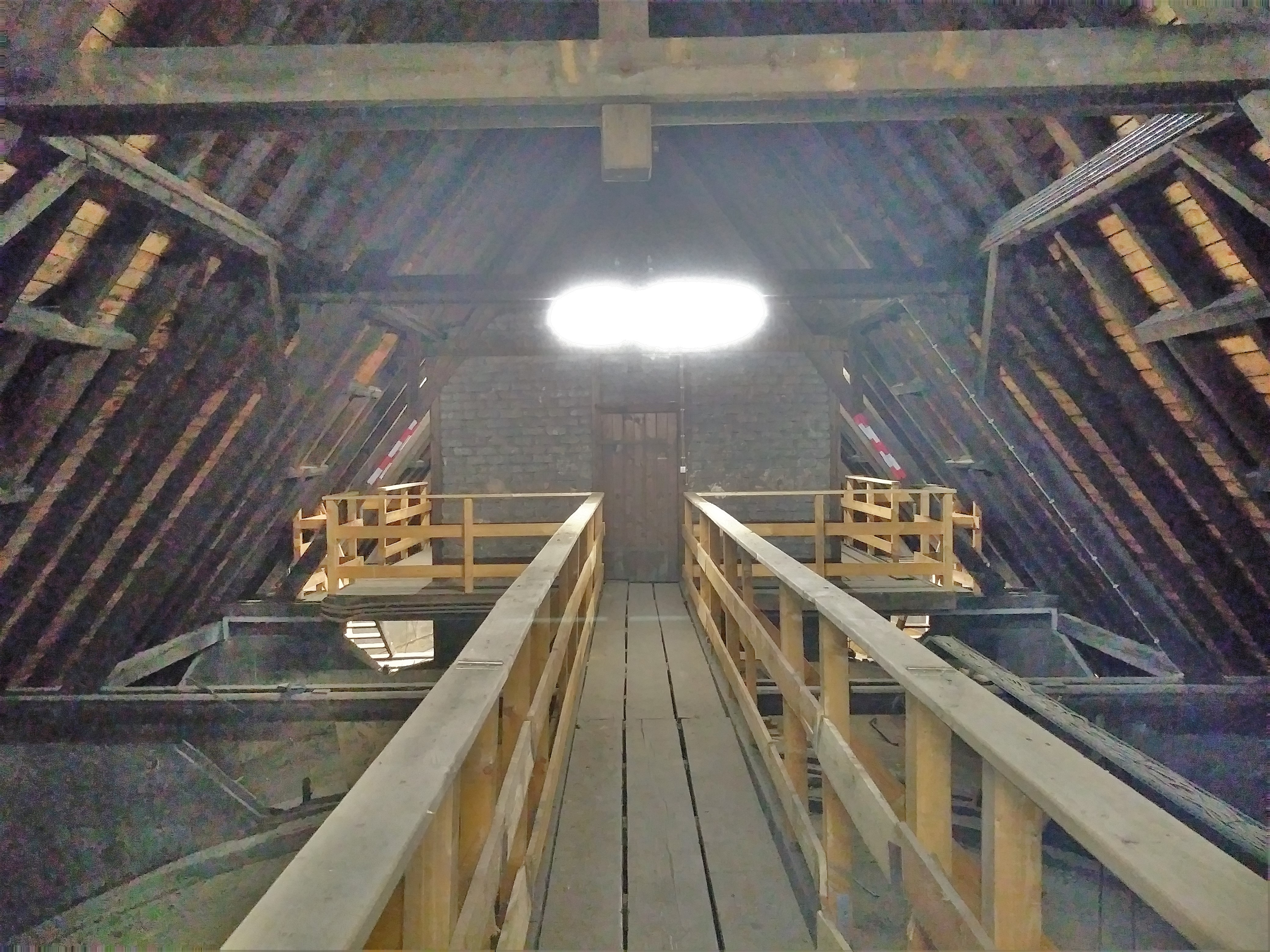
Dachstuhl der Kirche mit Gang zur Fernwerk-Kammer
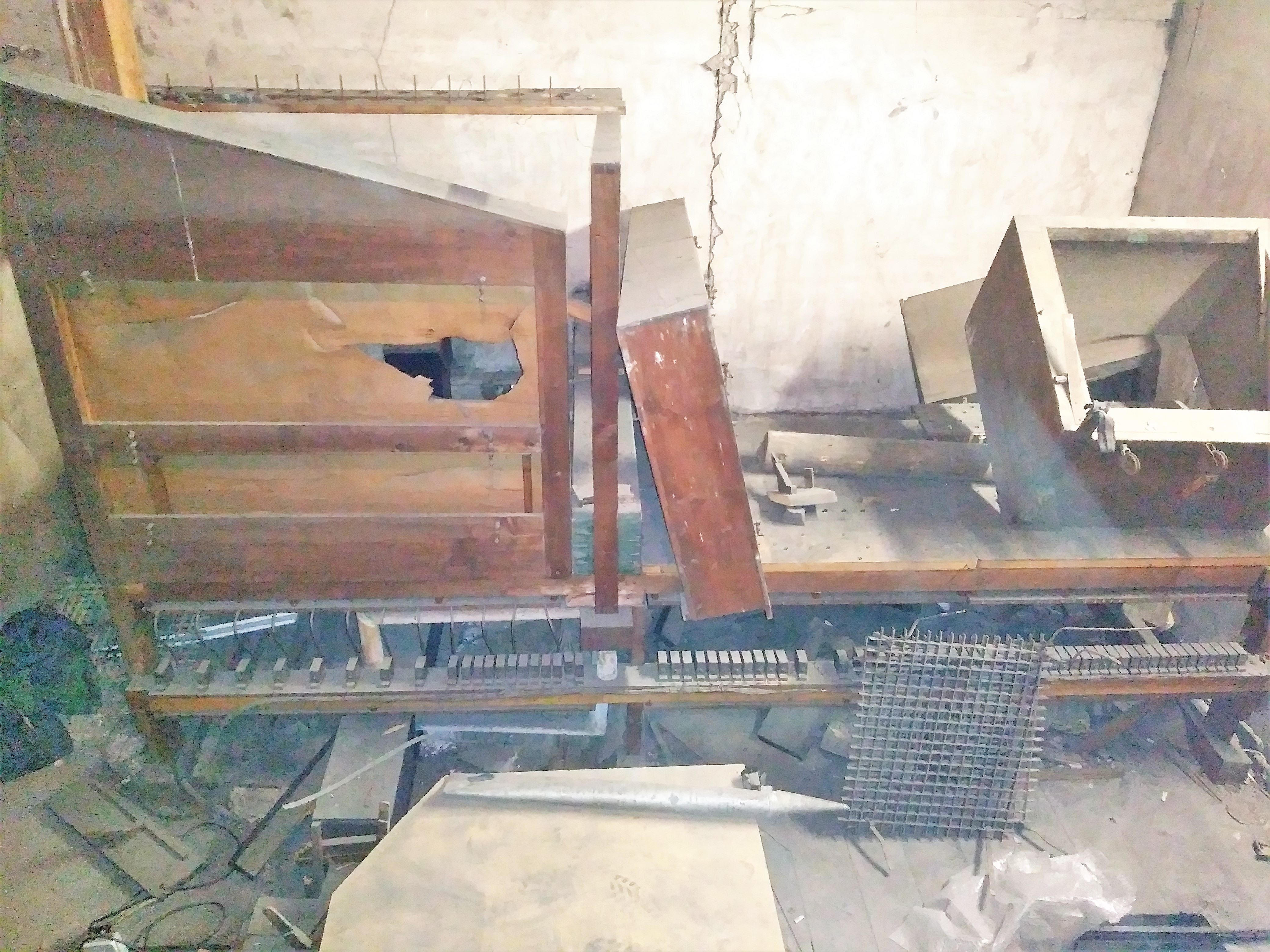
Überreste des zerstörten Fernwerkes in der Fernwerk-Kammer

Die erste Orgel wurde 1925 von Gebr. Späth Orgelbau auf der von schlanken Pfeilern gestützten Empore errichtet (Opus 312). Die Empore konnte bis zu 150 Chorsänger aufnehmen. Über der Empore bzw. der Orgel befindet sich ein weiterer Raum, der sich zum Kirchenschiff mit einer rundbogigen Fensterreihe öffnet. Dadurch sollte zu festlichen Messen und Konzerten die Mitwirkung eines Knabenchors aus der Höhe ermöglicht werden. Das Instrument zeigte neben spätromantischen Einschlägen bereits deutliche Spuren der Orgelbewegung (u. a. die Register Rauschquinte II, Quinte und Terz im Positiv, Zungen). Mit damals 58 klingenden Registern war es die größte Orgel des Bistums Trier, größer noch als die Trierer Domorgel (55 Register); erst 1960 wurde die Orgel durch ein neues Instrument in der Saarbrücker Christkönig-Kirche mit 68 Registern übertroffen.
Der größte Teil des Pfeifenwerks wurde in zwei vom Architekten eingeplanten steinernen Orgelkammern auf der Westseite des Langhauses untergebracht. Als Prospekt dient von 1925 an bis heute ein neun Meter hoher rechteckiger Holzkasten mit Schallöffnungen; die Pfeifen sind von außen kaum sichtbar. Oberhalb des Gewölbes befand sich ein Fernwerk, dessen Klang durch eine Öffnung im Gewölbe hörbar war. Der auf der Empore freistehende Spieltisch hatte ein Pedal sowie vier Manuale für Hauptwerk, Positiv (schwellbar), Schwellwerk und Fernwerk. Das Fernwerk konnte auch mit einem eigenen kleinen Spieltisch auf dem Dachboden gespielt werden.
Während der Reparatur der kriegsbedingten Dachschäden 1946/1947 stahlen Bauarbeiter einen Teil der Pfeifen des Fernwerks und machten sie (im Fall der Holzpfeifen) zu Brennholz bzw. veräußerten sie (im Fall der Metallpfeifen); dadurch wurde das Fernwerk unbrauchbar.
In den von den Idealen des neobarocken Orgelbaus geprägten ersten Nachkriegsjahrzehnten galt die Orgel von St. Michael als unzeitgemäß und wurde im Hinblick auf einen Abriss oder Umbau nur noch eingeschränkt gewartet. Nachdem die technischen Störungen seit 1981 erheblich zugenommen hatten, beauftragte man im Jahr 1983 die Orgelbauwerkstatt Hugo Mayer (Heusweiler) mit Renovierungsarbeiten. Gemäß einem Gutachten des Trierer Domorganisten Wolfgang Oehms wurden die Reste des Fernwerks abgebaut, die röhrenpneumatische Traktur durch eine elektromagnetische ersetzt, Spielhilfen wie feste Kombinationen und Suboktavkoppeln, die als nicht mehr zeitgemäß galten, entfernt und ein neuer Spieltisch mit drei statt bisher vier Manualen errichtet. Dem Geschmack der Zeit entsprechend entfernte man auch mehrere dem spätromantischen Klangideal verpflichtete Acht-Fuß-Register (Dulciana, Dolce, Äoline, Echogamba, Nachthorn) und ersetzte sie durch „helle“ Register mit scharfer Intonation (Octave 2′, Principal 2′, Octävlein 1′, Terz 1 3⁄5′, Choralflöte 4′). Zunächst erwogene weitergehende Zugeständnisse an neobarocke Orgelbauideale wie die Umstellung auf rein mechanische Schleifladen, die Errichtung eines auf dem barocken Werkprinzip basierenden neuen Prospekts und den Einbau von weiteren obertönigen Registern wie Scharfzymbel, Rohrschalmei und Sifflöte wurden aus finanziellen Gründen nicht realisiert. 1984 übergab man die renovierte und teilweise veränderte Orgel der Öffentlichkeit.
Seit den späten 1990er-Jahren gibt es Bestrebungen, die mittlerweile in die Kritik geratenen „Neobarockisierungen“ von 1984 wieder rückgängig zu machen und das Instrument als Beispiel des Übergangs von der Spätromantik zur Orgelbewegung stilgerecht zu restaurieren. Das Instrument hat heute 53 Register zuzüglich einer Transmission und eines Gruppenzugs auf drei Manualwerken und Pedal.
| I Hauptwerk C–a3 |             |        |   |
| 1.               | Bourdon     | 16′    |   |
| 2.               | Principal   | 08′    |   |
| 3.               | Fugara      | 08′    |   |
| 4.               | Gemshorn    | 08′    |   |
| 5.               | Grobgedackt | 08′    |   |
| 6.               | Flöte major | 08′    |   |
| 7.               | Flöte dolce | 08′    |   |
| 8.               | Octave      | 04′    |   |
| 9.               | Rohrflöte   | 04′    |   |
| 10.              | Quinte      | 02 ⁄3′ | N |
| 11.              | Octave      | 02′    | N |
| 12.              | Mixtur V–VI | 02 ⁄3′ | N |
| 13.              | Trompete    | 08′    |   |

| II Positiv C–a3 (schwellbar) |                                |         |   |
| 14.                          | Quintatön                      | 16′     |   |
| 15.                          | Holzprincipal                  | 08′     |   |
| 16.                          | Gamba                          | 08′     |   |
| 17.                          | Salicional                     | 08′     |   |
| 18.                          | Unda maris                     | 08′     |   |
| 19.                          | Lieblich Gedeckt               | 08′     |   |
| 20.                          | Concertflöte                   | 08′     |   |
| 21.                          | Prestant                       | 04′     |   |
| 22.                          | Fernflöte                      | 04′     |   |
| 23.                          | Quinte                         | 02 ⁄3′  |   |
| 24.                          | Piccolo                        | 02′     |   |
| 25.                          | Terz                           | 01 3⁄5′ |   |
|                              | Cornett III (= Nr. 23, 24, 25) | 02 ⁄3′  |   |
| 26.                          | Sifflet                        | 01 ⁄3′  | N |
| 27.                          | Fagott                         | 16′     |   |
| 28.                          | Horn                           | 08′     |   |
| 29.                          | Clairon                        | 04′     |   |
|                              | Tremulant                      |         |   |

| III Schwellwerk C–a3 |                     |         |   |
| 30.                  | Lieblich Gedeckt    | 16′     |   |
| 31.                  | Flötenprincipal     | 08′     |   |
| 32.                  | Quintatön           | 08′     |   |
| 33.                  | Vox coelestis       | 08′     |   |
| 34.                  | Flöte octave        | 08′     |   |
| 35.                  | Geigenprincipal     | 04′     |   |
| 36.                  | Zartflöte           | 04′     |   |
| 37.                  | Harmonia ätheria II | 02 ⁄3′  |   |
| 38.                  | Principal           | 02′     | N |
| 39.                  | Terz                | 01 3⁄5′ | N |
| 40.                  | Octävlein           | 01′     | N |
| 41.                  | Trompete            | 08′     |   |
| 42.                  | Oboe                | 08′     |   |
|                      | Tremulant           |         |   |

| Pedal C–g1 |                       |         |   |
| 43.        | Principal             | 16′     |   |
| 44.        | Violonbaß             | 16′     |   |
| 45.        | Harmonierbaß          | 16′     |   |
| 46.        | Subbaß                | 16′     |   |
|            | Gedacktbaß (= Nr. 30) | 16′     |   |
| 47.        | Quintbaß              | 10 2⁄3′ |   |
| 48.        | Octavbaß              | 08′     |   |
| 49.        | Cellobaß              | 08′     |   |
| 50.        | Choralflöte           | 04′     | N |
| 51.        | Hintersatz IV         | 02 ⁄3′  | N |
| 52.        | Posaune               | 16′     |   |
| 53.        | Tromba                | 08′     |   |

- Koppeln:
  - Normalkoppeln: II/I, III/I, III/II, I/P, II/P, III/P; 1984 entfernt: IV/I, IV/II, IV/III, IV/P, Melodiekoppel II/I.
  - Superoktavkoppeln: I, II/I, III/I, I/P; 1984 zusätzlich eingefügt: II, III, III/II, II/P, III/P.
  - Suboktavkoppeln (1984 sämtlich entfernt): II, III, IV, II/I, III/II, IV/III.
- Spielhilfen: zwei freie Kombinationen, Pleno, Tutti, Crescendo, Crescendo ab.[Anm. 9]
- Anmerkungen

N = 1984 neu hinzugefügtes Register
1. ↑  Register Dulciana 8' im Jahre 1984 entfernt
2. ↑  bis 1984: Rauschquinte II 8'; heutige Quinte aus Rauschquinte entnommen
3. ↑  bis 1984: Mixtur II–III 2 2⁄3′
4. ↑  Register Dolce 8' im Jahre 1984 entfernt
5. ↑  Register Echogamba 8', Äoline 8' und Nachthorn 8' im Jahre 1984 entfernt
6. ↑  1984 neu, da Originalregister von 1925 gestohlen
7. ↑  Aus dem im Schwellwerk entfernten Nachthorn 8′
8. ↑  1984 abgeschwächt
9. ↑  1984 entfernt: Feste Kombinationen (pp, p, mf, f, ff), Flötenchor, Streicherchor, Trompetenchor, Rohrwerke plus Principale, Rohrwerke plus Streicher, Zungen ab, Handregister ab, Schweller ab, Piano-Pedal II, Piano-Pedal III, Generalkoppel.

## Glocken
Am 7. September 1924 wurden fünf Bronzeglocken aus der Glockengießerei Otto (Hemelingen) mit einer Gesamtmasse von 9300 kg geweiht:
| Nr. | Name                   | Masse (kg) | Nominal | Aufschrift |
| --- | ---------------------- | ---------- | ------- | --- |
| 1   | Regina angelorum       | 3750       | b0      | Regina angelorum virgo dux pacis, nobis semper assistat (Königin der Engel, Jungfrau und Führerin zum Frieden, stehe uns allezeit bei.)            |
| 2   | St. Michael            | 2200       | des1    | Sanctus Michael angelus pacis defendat nos in proelio (Hl. Michael, Engel des Friedens, verteidige uns im Kampfe.)                                 |
| 3   | St. Gabriel            | 1600       | es1     | Sanctus Gabriel angelus fortis templum coelo amicum revisat (Möge St. Gabriel, der starke Engel, in diesem gottgefälligen Hause aus- und eingehen) |
| 4   | St. Raphael            | 1100       | f1      | Sanctus Raphael angelus comitetur nobiscum in via (Hl. Raphael, sei unser Begleiter auf dem Lebensweg.)                                            |
| 5   | Sanctus angelus custos | 600        | as1     | Sanctus angelus custos introducat nos in locum quem Deus paravit (Hl. Schutzengel, führe uns an den Ort, den Gott bereitet hat)                    |

Außer der kleinsten Glocke, die in der Kirche verbleiben durfte, mussten diese Glocken 1942 zu Rüstungszwecken abgeliefert werden und wurden eingeschmolzen. 1943 wurde zusätzlich eine Stahlglocke angeschafft.

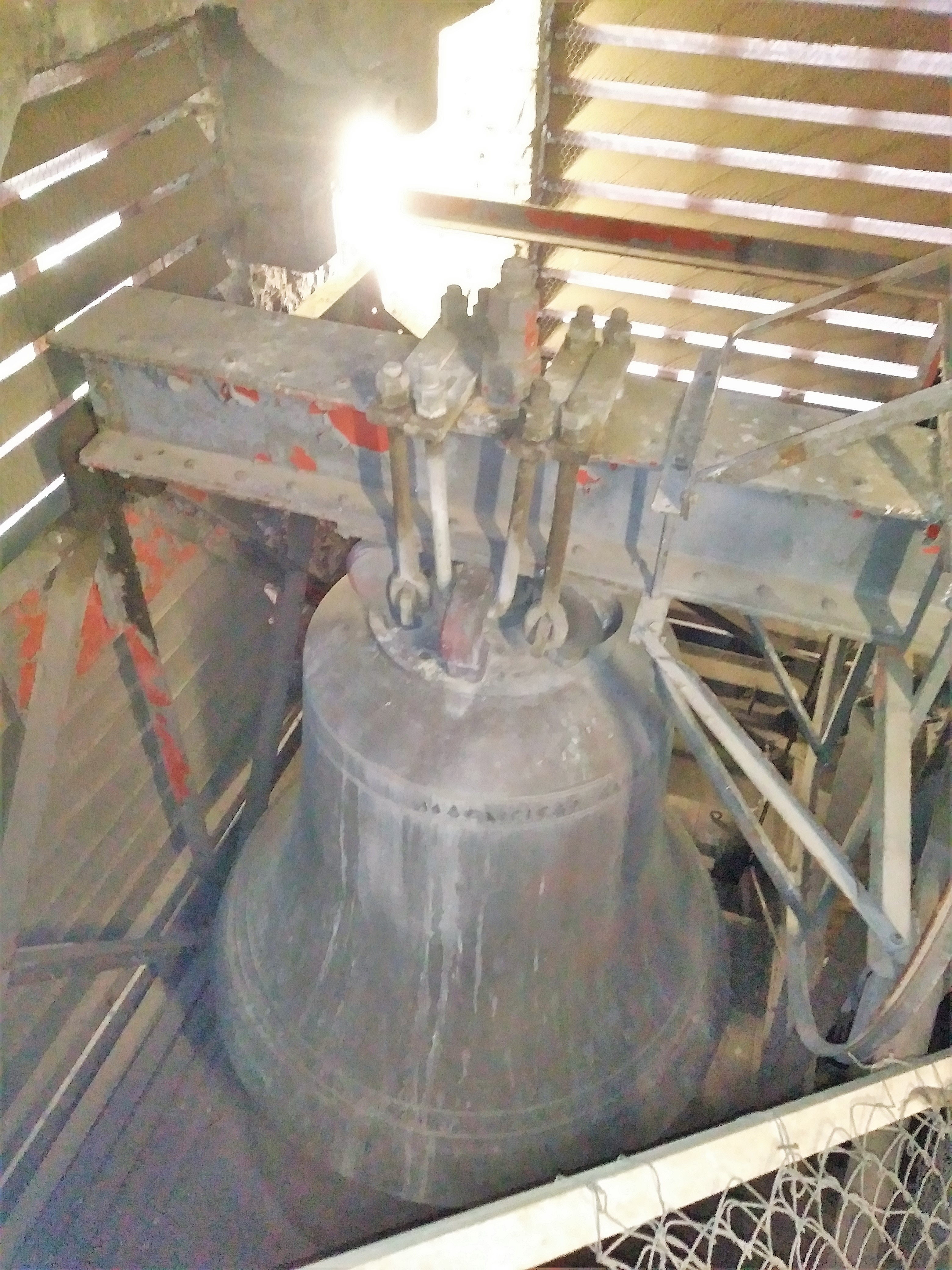
St. Michael, Glockenstube des Südturmes mit der Glocke „Regina angelorum“

Am 8. November 1953 fand die Weihe von sechs neuen Bronzeglocken statt, die von der von Karl (III) Otto und Aloys Riewer gegründeten Saarlouiser Glockengießerei in Saarlouis-Fraulautern gegossen wurden.
| Nr. | Name                   | Masse (kg) | Durchmesser (cm) | Nominal | |
| --- | ---------------------- | ---------- | ---------------- | ------- | --- |
| 1   | Regina angelorum       | 3850       | 184              | a0      | lateinische Inschrift (dt. Übersetzung: Hochpreiset meine Seele den Herrn. Königin der Engel, Jungfrau und Mutter, Unbefleckte, in den Himmel Aufgenommene, zeige uns Christus.)      |
| 2   | St. Michael            | 2300       | 156              | c1      | lateinische Inschrift (dt. Übersetzung: St. Michael, der Bannerträger, geleite uns ins heilige Licht. Heiliger Michael, Erzengel des Friedens, verteidige das Volk Gottes im Kampfe.) |
| 3   | St. Gabriel            | 1650       | 138              | d1      | lateinische Inschrift (dt. Übersetzung: Der Engel des Herrn brachte Maria die Botschaft. Heiliger Gabriel, starker Engel, offenbare uns die Geheimnisse der Erlösung.)                |
| 4   | St. Raphael            | 1200       | 124              | e1      | lateinische Inschrift (dt. Übersetzung: Heilkraft Gottes, sei unser eingedenk. Der heilige Engel Raphael sei unser Geleiter auf dem Lebenswege.)                                      |
| 5   | Sanctus angelus custos | 700        | 109              | g1      | lateinische Inschrift (dt. Übersetzung: Preiset den Herrn, ihr alle seine Engel. Seinen Engeln hat er deinetwegen den Auftrag gegeben, dich zu behüten auf allen deinen Wegen.)       |
| 6   | St. Joseph             | 500        | 92               | a1      | lateinische Inschrift (dt. Übersetzung: Gehet zu Josef. Getreuer Beschützer, lass´ unser Leben unter deinem Schutz immerfort geschützt sein.)                                         |

Die größte Glocke befindet sich im Südturm (rechter Fassadenturm), die fünf anderen sind im Nordturm  (linker Fassadenturm) untergebracht. Mit insgesamt 10.200 kg Masse besaß St. Michael damit kurzfristig das schwerste Geläut im Saarland, bis im Folgejahr 1954 in der Kirche Maria Himmelfahrt in Saarlouis-Roden ein Geläut mit 12.150 kg angeschafft wurde.